# Caserío-Museo Igartubeiti
El Caserío Museo Igartubeiti (en euskera Igartubeiti baserri-museoa) es un espacio museístico formado por el caserío del mismo nombre y un centro de interpretación, ubicado en la loclaidad guipuzcoano de Ezkio en el País Vasco, España. 
El conjunto museístico está centrado en el caserío Igartubeiti y sus características constructivas y funcionales.  El caserío es una eminente construcción en madera de roble centrada en el lagar para la preparación de sidra, en euskera dolare, que es la parte principal  de la estructura de la construcción. Un ejemplo de caserío lagar que fue popular en Guipúzcoa en el siglo XVI.
Igartubeiti fue construido a mediados del siglo XVI y ampliado en el XVII, estuvo habitado hasta finales del siglo XX lo que le proporcionó un excelente estado de conservación. En 1992 la Diputación Foral de Guipúzcoa compró el caserío  y lo reconvirtió en museo etnográfico en el que expone el estilo de vida del mundo rural vasco y en especial la fabricación de sidra. Tras una profunda restauración orientada a su musicalización se abrió al público en el año 2001. El lagar de sidra, pieza única debido a su antigüedad y su buen estado de conservación, se manifiesta como corazón constructivo del edificio lo que le dota de una característica especial en la arquitectura rural.
En el centro de interpretación, asociado al caserío y puesto en marcha como parte de la musealización, se explica la evolución e historia del caserío vasco a lo largo de mil años. A través de un recorrido multimedia  se pueden descubrir los cambios que sufrieron este tipo de construcciones y cómo fueron transformándose para adaptarse a nuevas necesidades de cada época. 
El Caserío Museo Igartubeiti cuenta con un programa de actividades anual destinado a diferentes públicos y un programa educativo destinado a centros educativos y a familias. Desde el centro de interpretación se organizan las visitas al Caserío Igartubeiti. Cada año, en el mes de octubre, se pone en marcha para mostrar su funcionamiento, bajo la actividad denominada "Semana de la sidra". El conjunto museístico cuenta también con un huerto ecológico usado como recurso educativo. En este se pueden ver, por un lado, verduras y hortalizas típicas del siglo XVI y XVII y por otro, cultivos actuales.  

## Ubicación
Igartubeiti está ubicado en el valle de Santa Lucía, vía natural  que une las comarcas guipuzcoanas de Alto Urola y Goyerri cuya orografía, con laderas muy inclinadas, dificultan el cultivo de la tierra. Se sitúa en un rellano  a media ladera del monte kizkitza a unos 80 m s. n. m. justo en la división de aguas, por la izquierda el arroyo Irantxaberri erreka y por la derecha directamente al Ollaintxiko erreka. La construcción tiene orientación sur, como es habitual en este tipo de edificios. La plataforma sobre la que se asienta el caserío es de forma irregular de unos 150 metros en el eje norte-sur y 50 en el eje transversal este-oeste, no adecuada para la agrupación de diferentes edificios. El edificio, de planta cuadrada, se asienta en un estrechamiento de la loma.
El complejo se sitúa al borde del camino que une los dos núcleos de Ezkioga, el de Anduaga en la parte baja y el propio Ezkioga o Exkio donde se alza la iglesia parroquial  de San Miguel. Por la parte baja del valle pasan los grandes ejes de comunicación la autovía A-636 que forma parte del eje vial vasco Durango-Beasáin y el ramal del tren de alta velocidad de la denominada Y vasca que tiene allí una estación.

## El nombre
El nombre de "Igartubeiti" está compuesto por dos términos en euskera, el término "igartu" y el término "beiti". Esté último, "beiti" se traduce como "abajo", haciendo referencia a la ubicación respecto al núcleo principal de la localidad, popularmente se suele nombrar "Beiti", "el de abajo". El nombre original de lugar se "Igartu"  que proviene de "iartu" y sus variaciones "Yartu" e "Ihartu"  de viene a determinar un lugar donde haya un gran árbol seco y tieso o rígido, en castellano "yerto".

## El caserío
El caserío Igartubeiti fue construido a mediados del siglo XVI,  sobre el año 1540, por la familia Igartua, que ostentaban el nombre del solar y cuyas primeras referencias documentas datan de 1383 y tienen relación con la fundación de la cercana Villarreal de Urrechua, al figurar, en la petición al rey para su fundación Peydro de Iartua y Per Ynegues de Iartua  procedentes de Ezkioga. Fue ampliado en 1630 para adaptarse a las nuevas técnicas y productos, muy especialmente el maíz que sustituyó rápidamente al mijo, que cambiaron las formas de vida y trabajo. 
En el solar donde se levantó la construcción hubo un pequeño edificio que estuvo construido con materiales perecederos, un fondo de cabaña, restos de un breve muro, depresiones artificiales y orificios de postes, no habiendo evidencias de otros asentamientos en el entorno cercano. Los restos hallados describen una cabaña elipsoide con una cubierta a dos aguas que se alineaba con la cubierta del edificio actual que coincidente con la de divisoria de aguas de su ubicación. La entrada  al fondo de cabaña coincide con la entrada que se le dio al caserío. Este fondo de cabaña contaba con dos ambientes separados por un amparo de confeccionado por postecillos ramas y barro. El espacio se dividía entre un tercio para la parte delantera y el resto para la más interior que debió tener un usa habitacional como permite sospechar por un realzado del suelo que pudiera haber hecho funciones de banco corrido o litera. Está hipótesis contradice la más aceptada del uso de este tipo de edificaciones en el resto de Europa, que se han señalado como instalaciones auxiliares. No parece coherente que en el siglo IV los Igartu habitaran en edificaciones de este tipo, pero no hay nada que indique en que pudo haber evolucionado el fondo de cabaña desde entonces a la construcción del actual edificio. Hay constancia que en la Edad Media la forma habitacional habitual era la de la aldea integrada por varias unidades habitacionales vinculadas por la iglesia y el cementerio pero con cierto grado de dispersión que permitía percibirlos como  un núcleo agrupado  no urbanizado, ni ordenado. De todas formas no hay pruebas que liguen a la familia Igartu con las construcciones pertenecientes a los restos hallados, hasta la construcción del actual caserío.
A finales del siglo XV y principios del XVI se reduce un cambio radical y generalizado que cambia las viejas cabañas por un modelo de vivienda mucho más sofisticado. De este cambio nace el caserío, un tipo de construcción regional específica de arquitectura vernácula europea que se ha mantenido vigente hasta la actualidad. En las nuevas construcciones, se produce un cambio radical al encargarse la obra a profesionales especializados y quedar, únicamente, en manos de los propietarios el derribo de las construcciones anteriores, ya que estas nuevas se iban a edificar en el mismo solar, y el acarreo del material. Estas construcciones no son una evolución de las anteriores, sino que son  una tipología arquitectónica completamente nueva que requiere de  importar, aprender a utilizar y difundir nuevas herramientas y técnicas de construcción y afectan a las relaciones intrafamiliares al conformarse un nuevo escenario de la vida doméstica con cambios en los roles de género, jerarquía intergeneracional y convivencia. Así como la distinción de los espacios públicos y privados y la introducción de conceptos como la intimidad, el confort y representación social por la calidad y ostentación de la vivienda.
El caserío se concibe como vivienda y unidad productiva agropecuaria, una estructura compleja y sofisticada además de cara. La característica del lagar de palanca central no es exclusivo de Igartubeiti ya que hay constancia que era una pieza bastante habitual en los caseríos de Guipúzcoa y Vizcaya de los que todavía hay restos en un centenar de ellos. En este tipo de edificaciones los elementos residenciales pasan a tener un aspecto segundario, tanto en el espacio como en la jerarquía y el esfuerzo que se les dedica. El espacio destinado a  habitabilidad familiar no es superior al 15% del total, el resto se destina a las labores productivas, tanto agropecuarias, ganadera y artesanales. 
En Igartubeiti, como en la mayoría de este tipo de caseríos,  solo el tramo delantero de la planta baja es habitable, quedando el resto destinado a establos, almacenes o bodegas, mientras que la planta superior, ya bajo cubierta, estaba destinada a granero, secadero, pajar,  colmenares (las colmenas se ubicaban dentro de la vivienda) y desván, todo ello en torno a un elemento esencial, la prensa de palanca, una máquina excepcional en su tamaño que se integraba y formaba parte fundamental de la estructura de la edificación.

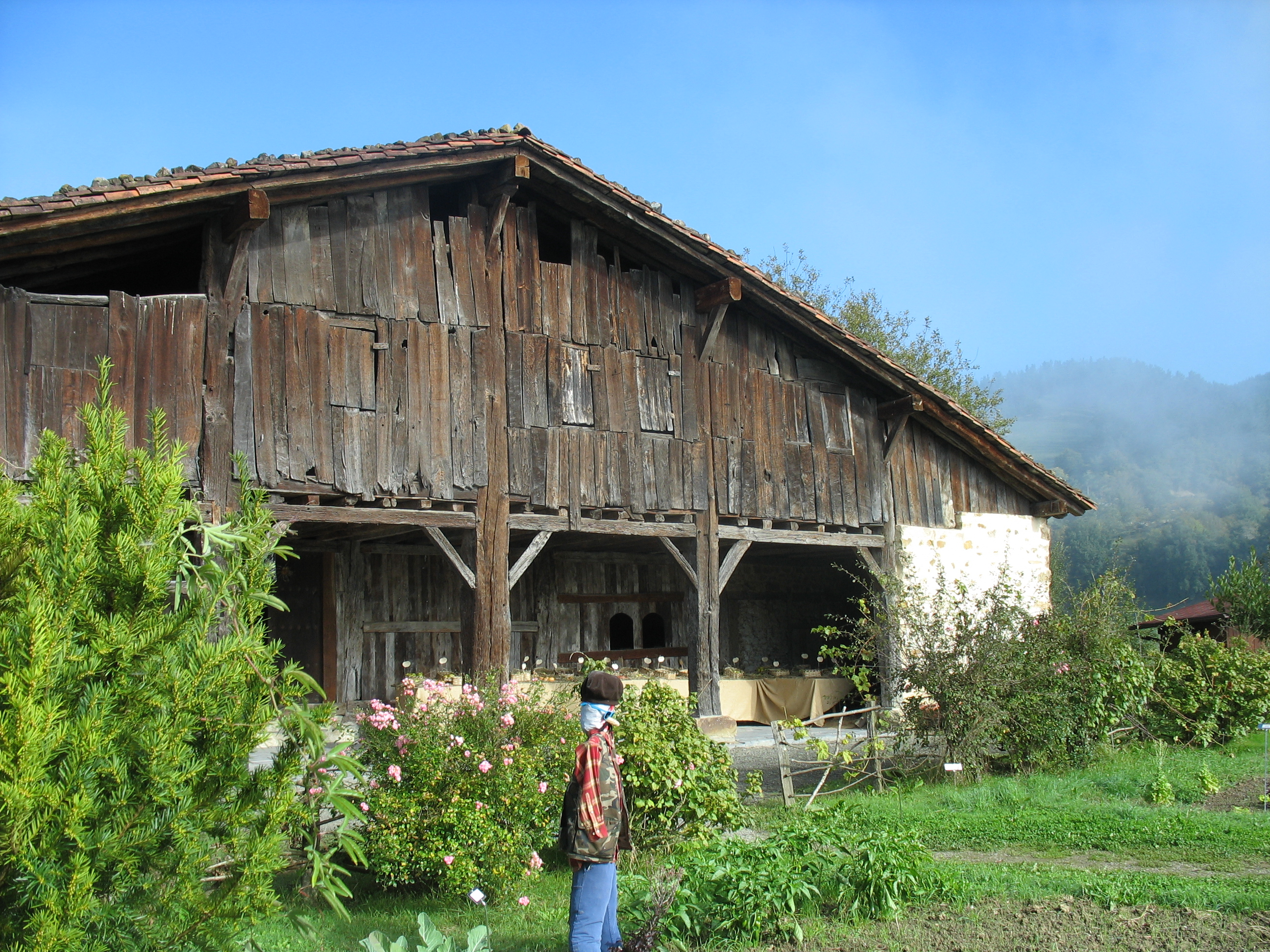
Caserío Igartubeiti fachada.

Las técnicas constructivas fueron complejas y requirieron el aprendizaje de profesionales de otras zonas de Europa. La cantería gótica de Aquitania se completó con técnicas de carpintería germánica y tecnologías mecánicas procedentes del Mediterráneo y ornamentación de castellana y andalusí. Los muros se realizaban en piedra labrada procedente de la arquitectura religiosa y castrense que desde el occidente francés llega a Burgo y de allí se extiende a Guipúzcoa durante el siglo V, en el lenguaje común se denominaban a estos muros como "de cal y canto". Los edificios contaban con una estructura de madera que adquiere un extraordinario protagonismo y una casi total autosuficiencia portante. Esta relevancia de la madera sería la que lideraría las nuevas construcciones. Grandes postes de madera enlazados entre sí que soportan la estructura de la cubierta a dos aguas.  Las uniones son realizadas mediante ensamblajes a caja y espiga aseguradas frente a los esfuerzos de tracción por pasadores o clavijas de madera, sin que nunca se utilicen los clavos de hierro, entre otras razones porque la madera de roble en ambientes húmedos corroe los metales. Se utilizan tornapuntas y elementos ubicuos para fortalecer las uniones de los postes verticales con las vigas horizontales que soportan el piso. Estas técnicas de carpintería, procedentes de la región alemana de Suabia, fueron introducidas al coincidir en las obras de la catedral de Burgos una familia de maestros alemanes desde 1442 con numerosos oficiales y
artesanos temporeros procedentes del País Vasco.
El caserío Igartubeiti destaca por haber mantenido en buen estado los elementos esenciales de la construcción que representan, así mismo, el modo de vida rural que se mantuvo durante siglos en el territorio. Esto, junto al proceso de estudio que se ha llevado a cabo en la restauración para su musicalización que ha permitido  un exhaustivo proceso de investigación documental, arqueológica, etnográfica y arquitectónica. El estudio de Igartubeiti permite ahondar en tres cuestiones; el modelo de poblamiento disperso en laderas que fue de amplia difusión en la zona holohúmeda, el nacimiento del caserío como tipología de vivienda y unidad de producción y las formas de vida que se desarrolló en los últimos siglos. 
El solar de los Igartu, como el de sus vecinos, pasó por diferentes relaciones con los señores feudales y villas de los alrededores. Hasta 1661 se mantuvo unido a la alcaldía mayor de Areria y consiguieron la independencia de ella pagando al rey 800 ducados. Esta estructuración de la población en poblamiento de caseríos dispersos ha sido uno de los modelos fundamentales de ocupación del territorio en las solanas de la vertiente cantábrica del País Vasco del que hay constancia de que ya estaba sólidamente asentado en la Baja Edad Media. Los habitantes de Igartu en el siglo XIV eran gentes humildes del común, aunque con un cierto prestigio entre sus vecinos,  calificados por la corona como "hombres buenos y sin sospecha".
Hacia el año 1540 se realizó la construcción de edificio actual, aunque de medidas inferiores, tenía unos 200 m², la mitad de los que tiene actualmente, y su características eran más bien humildes. Los cerramientos exteriores eran de madera quedando los muros de "cal y canto" relegados a un breve zócalo en la fachada principal y en la oriental. Eran muros de mampostería de laja tabular concertada, con buena carga de argamasa, realizados sin intervención de ningún oficial de cantería y bajo la supervisión del un maestro en carpintería de armar. El tabicado estaba realizado por mamparos en tablados,  tablas de raja machihembrada, colocada en sentido vertical en sucesivos registros ensamblados en vigas puente acanaladas.
Se cree que la construcción fue realizada por Joan de Beisagasti, un carpintero local que trabajo mucho en ese tiempo. La obra de carpintería esta firmada mediante pequeñas marcas realizadas con la  azuela en las aristas de las piezas que van a unirse a caja y espiga o a media madera. Aunque no hay constancia documental, se cree que los dueños que ordenaron la obra fueron los últimos descendientes de la familia de los Igartu y que murieron poco después, llegándose a estimar que el caserío pudiera haber quedado deshabitada poco después de su construcción. En una reunión de todos los propietarios del concejo de Ezkioga celebrada en 1564 no acudió nadie en representación del caserío de Igartubeiti. En 1567, tres años después, en otra reunión con motivos de unas obras en la parroquia de la localidad, figura cono representante del caserío de Igartubeiti  Miguel de Eliçalde y en ella se indica que han fallecido recientemente Ana de Ygartua y su hermano y padre, por lo que se estima que fueron estos los promotores de la nueva construcción.
A comienzos del siglo XVII, tras la introducción del maíz, se produce una reforma integral del edificio para adaptarlo al nuevo cultivo y mejorar su confort. En 1625 se produce el matrimonio entre  Catalina de Cortaberria, heredera del caserío, y Domingo de Arregui. Seguramente, como era práctica habitual en la época, la dote del novio sirvió para financiar los inicios de las obras de reforma. El padre de Catalina Joan de Cortaberria Ygartua no contaba con hijos varones que le asistieran en los trabajo de labranza y tenía descuidados los campos, dedicándose principalmente a la ganadería. Domingo Arregui procedía dl barrio Eizaguirre de  Azpeitia y tras el matrimonio con Catalina se hizo cargo del caserío y emprendió su remodelación y adaptación a las nuevas necesidades. Llegó a ser regidor de Ezkioga y su descendencia se mantuvo sin interrupción en el Igartebeitia hasta inicios del siglo XIX. SU hijo, Pedro de Arregui, casado con Catalina de Usabiaga, fue uno de los impulsores de la segregación de la alcaldía mayor de Areria y la independencia de Ezkioga en 1661 y formó parte de la compañía de hombres armados, formada al año siguiente, que reafirmaban la plena autonomía del pueblo. 
La reforma, que le dio el aspecto actual, consistió en la ampliación del edificio añadiendo al mismo sendas crujías a cada lado y otra delantera que crearía una nueva fachada con un amplio pórtico cubierto y enlosado con lajas de piedra negra y sobre él,  un amplio granero cerrado por tablas. El soportal creado por el pórtico se convirtió en un lugar idóneo para la realización de diferentes tareas. Tanto es así que se le llegó a denominar "era" al ser el lugar donde se realizaba, habitualmente la trilla. También se usaba como almacén o como espacio de cría de animales menores como gallinas o conejos.
El espacio creado sobre el pórtico, fue dedicado al secadero y granero de maíz, el cual requería un tratamiento diferente al trigo y al mijo. El maíz, al que se denomino "borona de las Indias" o el "mijo de los moros" y acabó quedándose en euskera con el nombre del mijo, artoa pasando este a denominarse artatxikia", precisaba un proceso de secado antes de poder almacenarlo y llevarlo a moler. 
En esta nueva área se limpiaban las hojas de la panocha y se golpeaban las mazorcas con un mazo hasta que los granos se desprendían a través de los orificios practicados en el majador tras haber realizado el secado de las mazorcas extendiéndolas por una superficie muy ventilada y cubierta. Una vez curadas se debían de desgranar para que no se echaran a perder.
En 1804 hereda el caserío Francisca Arregui de Igartubetia, tras haber declarado demente a su hermanastro Ignacio María, hijo de Ignacio Arregui y su segunda mujer María Antonia Aramburu. Francisca se casó con Juan Ignacio Mendiguren del caserío de Mendeun de Itxaso y los descendientes de este matrimonio habitaron el caserío por siete generaciones hasta finales del siglo XX. El hijo mayor del matrimonio recibió el caserío por un pacto firmado por sus padres en 1827, habitual en Guipúzcoa, que se solía realizar para poder eludir el derecho castellano y dejar la propiedad a un único heredero. Francisca Arregui y Julio Mendiguren pasaron,  el caserío a su hijo Ignacio María que se casó con Josefa Lizarralde, estos se lo pasaron en 1855 a su hijo Felipe que se casó con María Teresa de Aranburu que tras firmar las capitulaciones correspondientes que garantizaban la convivencia en la estructura social y familiar del caserío, acaban abandonando el caserío en 1858 y arrendándolo a su hermano menor José María lo que significó que, por primera vez en la historia, la explotación del caserío y la propiedad del mismo se realizaban por diferentes personas. El régimen de inquilinato era habitual en los caseríos guipuzcoano en el siglo XIX. 
En 1858  residían en el caserío el matrimonio hegemónico formado por Francisca Arregui y Juan Ignacio Mendiguren y los cuatro hijo menores, Felipe, el primogénito y a quien habían traspasado la propiedad residía fuera junto a su esposa, la hija mejor de Francisca y Juan Ignacio, tenía una deficiencia y la familia debía de pagar una renta a Felipe. El caserío pasó a ser responsabilidad de José María, que permaneció soltero y sin descendencia, el cual fue apoyado por su hermano Bernardo quien se casó ese mismo año con Paula de Azcue y tuvieron un hijo inmediatamente después, que sería el primero de tres. Esto hizo que para mantener a tan elevado número de habitantes de la casa y la renta de la misma se tuviera que incrementar la producción por lo que se contrató, usando la figura de criado o morroi que trabajaba a cambio de techo y comida, a Juan Bautista Mendiguren Aramburu. Bernardo Mendiguren, tras fracasar en una inversión en la pujante industria que estaba surgiendo en el valle, se suicida en 1879 con cuarenta y cinco años de edad. En 1892 el hijo menor, Juan Ignacio Mendiguren se casa con Nicolasa Aramburu de cuyo matrimonio tuvieron, para 1918 nueve hijos, con ellos vivía  Santi Echeverría que era el criado. Las condiciones del contrato de arrendamiento congelaron cualquier obra de mantenimiento o reforma (ni el dueño tenía obligación de hacerla ni se la iban apagar al arrendatario en su integridad) lo que hizo que el caserío fuera deteriorándose al no tocarse desde 1858, se  estima que fue en ese tiempo cuando se desmontaron las partes móviles del lagar que ya estarían deterioradas.
En 1931 se producen una serie de apariciones marianas en una campa cercana al caserío que atraen miles de pelegrinos a Ezkiola. De los nueve hijos de Juan Ignacio y Nicolasa solo quedaban en casa n ese tiempo Vicente, que permaneció soltero el resto de su vida, y José. José Mendiguren se casó en 1944 con Francisca Bereziartua. Tras esta boda se realizaron algunas mejoras en el caserío, se cambió la cocina, reduciéndola a un tercio de su superficie e instalando una cocina económica de hierro colado, una chimenea de campana piramidal y se amplió la ventana, se realizó un zaguán que daba acceso a las habitaciones y escalera de subida al desván y se instaló un retrete en la parte de la cuadra. La electricidad había llegado antes de la guerra civil y el agua llegó en 1960.
En 1975 se produjo el derrumbe del faldón occidental del tejado, de la zona en la que se habían retirado algunos postes de madera para la realización de la facha en el siglo XVII, que se reparó de una forma pobre. En 1985 la familia Mendiguren-Bereziartua compra el caserío a los descendientes y herederos de Felipe y tras estudiar las posibilidades de reforma para su adaptación a las necesidades y el confort del siglo XX, deciden su demolición para realizar un edificio de nueva planta  que albergaría varias viviendas para sus propietarios. 
La Diputación Foral de Guipúzcoa, en el intento de salvaguardar el patrimonio cultural, negocia con sus propietarios la reforma del edificio manteniendo sus valores esenciales. Encarga un proyecto de remodelación  y adecuación del caserío para que, manteniendo sus valores, pueda realizarse una vivienda plurifamiliar. El proyecto es encargado al arquitecto Ramón Yerza que es especialista en patrimonio histórico y oriundo de la zona. Los dueños de Igartubeiti rechazan el proyecto. La diputación opta por incluir Igartubeiti en el  Plan Director de Difusión del Patrimonio Edificado y realiza una propuesta de compra del edificio y el terreno circundante a los propietarios que la aceptan. Esto se  hace con el objetivo de mantener el caserío como parte del patrimonio guipuzcoano respetando su plena integridad histórica. En 1993 el edificio pasa a manos de la administración foral y la familia Mendiguren-Bereziartua abandonan Igartubeiti.
El Departamento de Cultura de la Diputación Foral de Guipúzcoa, dentro del Plan Director de Difusión del Patrimonio edificado, que se hace cargo de la adquisición y restauración de edificios significativos ligados con aspectos vernáculos de la vida cotidiana rural del entorno del caserío con la finalidad de su exhibición y divulgación, se hace cargo de Igartubeiti y plantea su restauración integral, recuperando los valores originales, para convertirlo en una instalación museística.
Los valores expuesto por la Diputación Foral de Guipúzcoa para realizar está gestión son los siguientes:
- Edificio del siglo XVI ampliado en el XVII de una forma clara con respeto al edificio matriz.
- Se conserva de forma casi íntegra la estructura de madera original y buena parte del lagar de viga que define la arquitectura rural de la época.
- Caserío conocido por su tipismo en el que destaca la formidable fachada de madera.
- Peligro de desaparición del inmueble.
- Ubicación  céntrica muy próxima a los ejes de comunicación importantes y de otros activos del patrimonio cultural como el museo Zumalacárregui de Ormáiztegui, la ermita Santa María de la Antigua de Zumárraga o el complejo molinero-ferrón Igartza de Beasáin.[5]

## La estructura

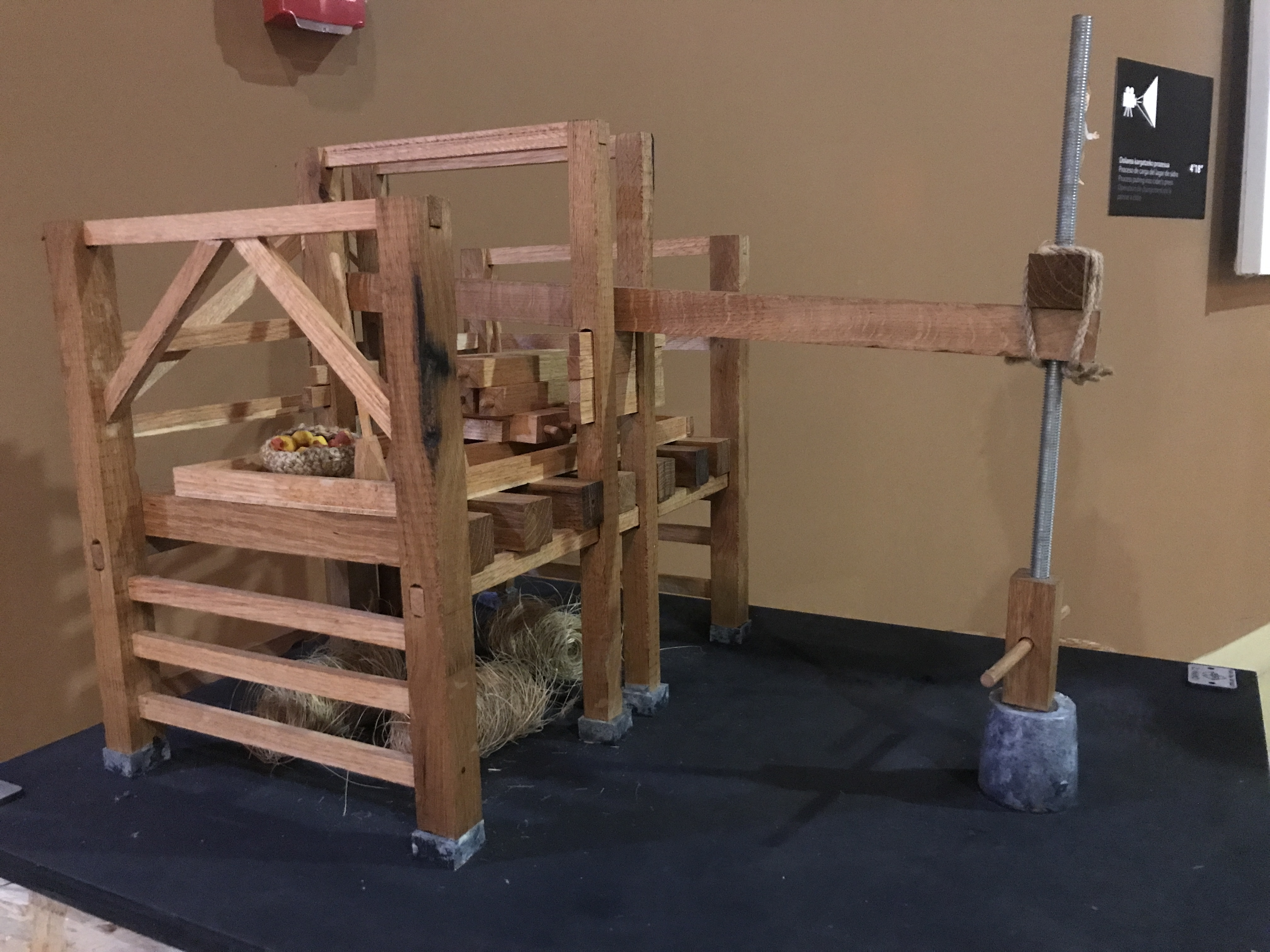
Maqueta de la estructura original con el lagar de viga.

El edificio tiene una planta cuadrangular de 19 por 21 metros de lado, siendo el mayor el correspondiente a la fachada principal que mira al sursureste. Esta tiene en su parte central un cerramiento de madera, tanto en la estructura como en los cierres que se han resuelto con  con entablados verticales. Los laterales están realizados en mampostería de piedra pizarrosa local. Tiene una planta baja y otra bajo cubierta. El tejado se ha realizado a dos aguas con la cumbrera perpendicular a la fachada principal. En planta hay dos  partes diferenciadas, el núcleo y el perímetro, siendo el núcleo la más antigua y con planta estrictamente cuadrada de 14,5 metros de lado. Esté está formado por cuatro hileras de cinco postes, mientras que el perímetro queda definido por la ampliación posterior que se desarrolló en todo el alrededor del núcleo central y cerrado por muros de mampostería a excepción de la parte sur que se cubre con madera.
En la relevante estructura de madera de roble del edificio destacan algunas características constructivas; los postes de una sola pieza que van desde el suelo a la cubierta; el lagar de palanca, que forma parte estructural del edificio, formado por una gran viga móvil sobre dobles postes centrales y bernias formado, además de la viga móvil, por tornillo, tuerca, piedra, masera y sovigaños (vigas maestras del lagar) ; los cierre de laterales de madera y los suelos y los cabrios de la cubierta que son de una sola pieza, siendo los más cortos del siglo XVIII y los de mayor longitud del siglo XVI. Los muertes de piedra están realizados en mampostería, la fachada principal, debida a la ampliación del siglo XVII es también de tablas de roble.
La planta de la edificación es cuadrada y está cubierto por un tejado de teja a dos aguas. En la fachada principal, orientada al sur y toda ella de madera, destaca el soportal abierto en toda la longitud de la misma. El interior se estructura en doble "L" contrapuesta, sistema tradicional guipuzcoano, en el que se ubican las cuadras y la vivienda en la parte baja y el espacio para el almacenaje en el espacio creado bajo cubierta. El centro del edificio es un gran lagar de palanca para la fabricación de sidra, que forma parte intrínseca de la estructura.
El lagar se presenta como el corazón del edificio y se sitúa en la primera planta ocupando, en toda su longitud, el eje central de la misma. El elemento principal es una gran viga móvil de madera de roble de una longitud de  metros (lo normal es que fuera de entre 9 y 15 metros) que hace de brazo de palanca que se acciona mediante un gran tornillo vertical con un gran peso, en el caso de Igartubeiti es una piedra caliza de unos 1700 kg,  en el extremo delantero de la misma. El trasero está apoyado en el fulcro (punto de apoyo), que es regulable y en el centro de la misma se sitúa la  masera, la plataforma de prensado, donde se ubican las manzanas a prensar ya troceadas y se cubren con un castillete de tablas y maderos que distribuye uniformemente la presión. La masera debe ir bien apoyada en la estructura ya que soporta toda la carga, por ello se apoya en un gran forjado de vigas paralelas a la palanca que se denomina sobigaños y se apoyan en  sobre dos jácenas transversales estando a trasera, llamada ballesta, con sus extremos libres en voladizo. 
La viga móvil, que trabaja como una palanca de segundo orden, tiene su punto de apoyo entre dos grandes pilares, los mayores de la construcción y que dan la cumbrera de la misma, que se denominan bernias, solidarias con el resto de la viguería de la construcción. En las bernias hay unas acanaladuras verticales en las que se introducen las llaves para regular la altura de la palanca de prensado.  El lagar determina la longitud y la altura de la construcción así como su volumen y la distribución interior. Este tipo de interrelación entre el elemento fabril, el lagar, y la estructura de la casa de labranza no tiene paralelismo en a la arquitectura popular europea y constituye uno de los rasgos históricos más originales del caserío guipuzcoano.
La prensa de palanca estaba difundida por todo el Mediterráneo desde, al menos, la época romana y había sido ampliamente utilizada en el territorio de Vasconia desde siempre. El cambio relevante es su introducción en un edificio para realizarla en un tamaño enorme y estructuralmente ligado a él  donde se establece la vivienda. Esta composición fue muy popular en todas las construcciones de caseríos del siglo XVI hasta que en el siglo siguiente dejaron de construirse. Algunos de estos caseríos,  a pesar de las dificultades de mantenimiento, y en particular de sustitución de piezas, se mantuvieron en activo hasta el siglo XX.
Igartubeiti fue uno más de una serie de construcciones ya probadas, cuando se construyó los caseríos lagar ya era popular, había algunas versiones que modificaban el tipo de contrapeso, de tornillo o el tipo de bernia que regulaba el ángulo de presión de la palanca. El lagar, que solía funcionar una vez al año para la fabricación de sidra en octubre, llegaba a prensar unos  tres y cuatro mil kilos de manzana cada temporada. La producción se dedicaba a la venta y en especial para los viajes navales donde la sidra era la sustitución de agua potable y por su alto contenido en vitamina C prevenía el escorbuto, siendo este negocio uno de los aporte importante a la economía familiar.
El poste trasero que conforma la cumbrera recibe a distintas alturas los puentes que forman la estructura del entramado. Cada caja está numerada en orden ascendente desde el suelo al tejado, mediante pequeñas muescas realizadas con la azuela. Las vigas que se ensartaban en ellas estaban codificadas de la misma forma (sistema de contramarca). La contramarca también  se utilizó en  para señalar la ubicación de los tornapuntas que arriostran la viga puente que remataba la fachada principal.
Bajo la supervisión del encargado de la obra se realizaban todas las labores, desde el acopio de los materiales, hasta el armado y ensamblado de los pórticos en tierra, que luego se alzaban, hasta la posición vertical, para su ubicación definitiva. 
Inicialmente, en la construcción del siglo XVI, el volumen de la construcción era aproximadamente la mitad de la construcción actual, ya que en el siglo XVII, debido  a los nuevos productos llegados de América y en especial el maíz, se realiza una ampliación que consistió en añadir sendas crujías en los laterales de la construcción existente. Estas se realizaron en mampostería y en ellas se crearon nuevos espacios. En el bajo del lateral derecho se dedicó el nuevo espacio a la creación de habitaciones dormitorio para los habitantes de la casa, mientras que el fondo y el lateral izquierdo fueron designadas a la ampliación de la cuadra y almacén. En la parte alta, surgieron espacio de almacenamiento de grano y forraje. La ampliación de la parte frontal se creó un gran pórtico cubierto creado por el cuerpo adosado a la fachada que se alzaba sobre grandes postes de roble y se cerraba en el piso superior con un gran frontón de tablas que llegaba hasta al cumbrera y se las pendientes del edificio existente, de esta forma la fachada principal anterior quedó como pared interna, que en la parte superior separaba el lagar y pajar del nuevo granero. El suelo del pórtico estaba pavimentado por un enlosado con lajas de piedra negra. Sobre este pórtico surgió una amplia  superficie cubierta y bien aireada, a la que se le denominó "camarote nuevo". El suelo y la pared de la fachada principal eran de se tablas, ideal para el secado y almacenado del maíz.

### La planta baja

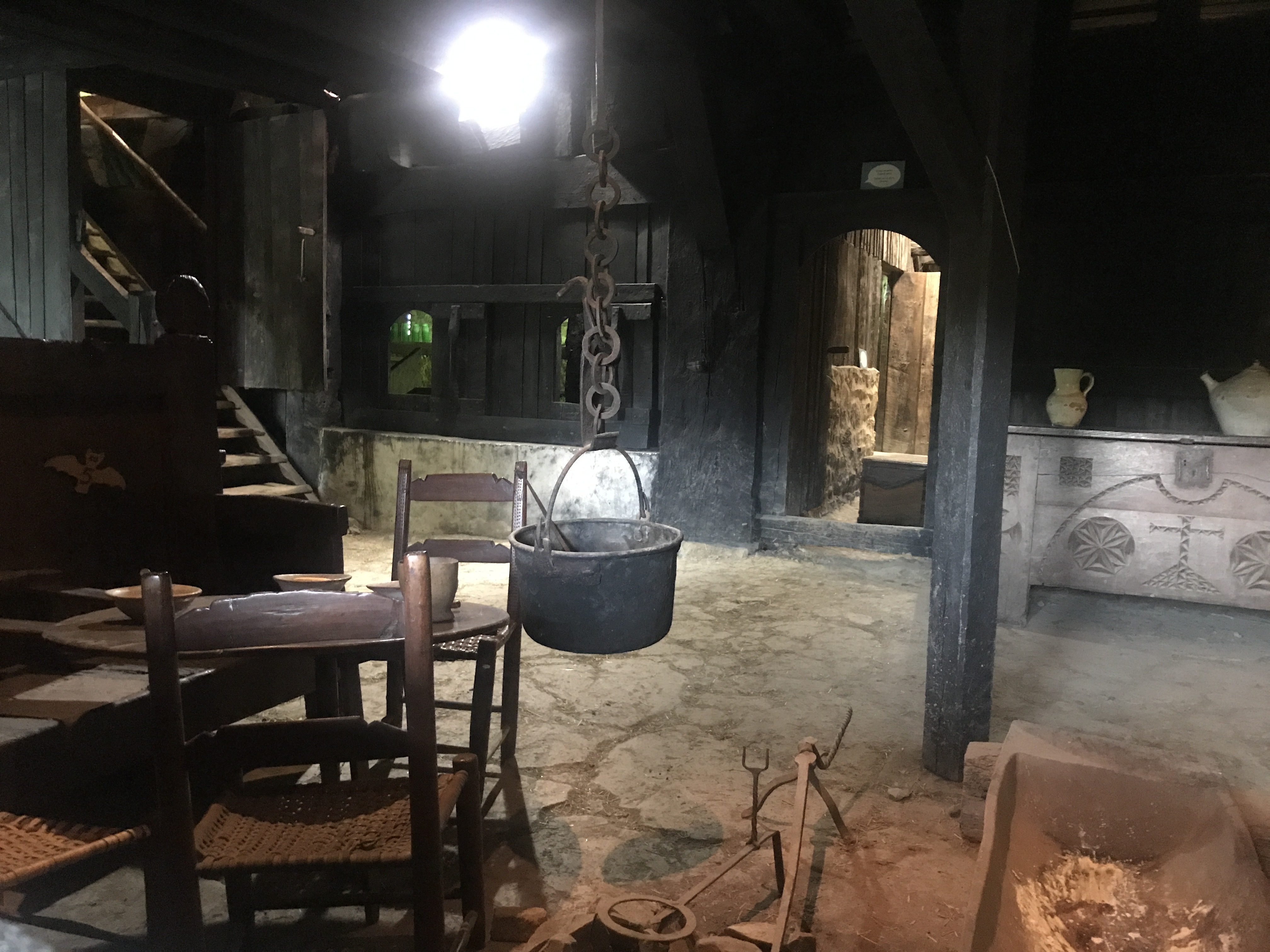
Planta baja, área de la cocina y Zaguán.

La construcción original del caserío Igartubaiti carecía de soportal. En su fachada principal había dos puertas de doble hoja que se cerraban desde el interior y carecían de cerraduras, una de ellas destinada al acceso del ganado y aperos y la otra para acceder al área de la cocina, tras ascender un umbral elevado sobre dos escalones de piedra. El área de la cocina hacía la veces de zaguán siendo el centro de la vivienda. Era un amplio espacio diáfano de unos 65 m² de donde se accedía al resto de dependencias. Se distribuía en diferentes ambientes en el que el más importante era el hogar (en euskera  el término para decir cocina es sukaldea que se traduce literalmente como "el área de alrededor del fuego") que se ubicaba en la parte más alejada de la puerta de acceso, el fuego, que ocupaba un área central, se encendía sobre el suelo de arcilla  impermeable compactada por apisonamiento y carecía de chimenea. Sobre el fuego  colgaba el llar (cadena de la cual se cuelga el puchero o caldero sobre el fuego) suspendido de un pescante giratorio que le permite un giro de 180°. Unos huecos cuadrados recortados en las tablas de la pared oriental situados  por encima del nivel de la cabeza de los usuarios realizaban la función de ventanillas de tiro. Bajo estos huecos debió de haber un mueble de alto respaldo con el asiento lo suficientemente largo como para que en él pudiera acostarse una persona. La estancia tenía ventanas al exterior sin cristales, en ocasiones los vidrios se sustituían por  con telas de lino fino tensadas sobre un marco de madera e impermeabilizadas con cera blanca. Las ventanas, realizadas en la reconstrucción, obedecen a los ejemplo que se han conservado en otros caseríos vecinos, se han hecho geminadas con arco de marquetería y hojas de tipo corredizo formadas por varias tablas verticales unidas al dorso por peinazos recortados. 
Un mamparo de tablas divide la superficie de la planta baja de forma transversal, separando el área de la cocina-zaguán  de las cuadras. En él, una puerta creada de la misma forma de las ventanas, comunica la cocina con las cuadras. En el área de la cocina-zaguán los espacios se distribuyen mediante muebles, de tal forma que los únicos elementos fijos son la percha del llar y la piedra de contrapeso de la palanca del lagar. Dentro de este espacio se ubica la caja de la escalera que comunica con la primera planta, situada frente a la puerta de entrada pero de forma perpendicular a la misma dejando a la vista su lateral que está decorado con una sencilla talla de dientes triangulares.
Justo en el eje central del caserío, bajo la gran viga giratoria que hace de brazo de palanca de la prensa del lagar, se ubica el sistema de contrapeso de  la prensa de palanca. Una gran piedra caliza de unos 1700 kg de peso unida mediante un sistema de  abrazaderas y cuñas de madera, que permiten el giro,  al gran tornillo vertical que se encastra en la viga móvil de la prensa y que, cuando es accionado mediante una tranca de madera, hace que este se enrosque en la viga haciendo que el contrapeso quede colgado (se levanta unos centímetros) de ella. Las características del tornillo permiten que lo pueda manejar una única persona. El sistema actualmente existente , recreado en la reconstrucción de caserío, puede ser que no fuera el original, ya que no hay constancia del mismo. Los sistemas de prensado utilizados en el siglo XVII en este tipo de construcciones eran de tres tipos; que el contrapeso estuviera fijado al piso (hay constancia de ello en el caserío Iribar de San Sebastián cuyo lagar estuvo en funcionamiento hasta 1908); otro sistema era que el tonillo fuera solidario con el poste central de la fachada delantera sin que existiera contrapeso de piedra siendo este poste el que aguanta las fuerzas del prensado (hay constancia de este sistema en los restos existentes en caseríos guipuzcoanos) y por último el recreado en Igartubaiti, en el que un gran contrapeso puede moverse y alzarse en el extremo de la palanca cuando se gira el gran tornillo vertical. Este sistema de contrapeso flotante permite realizar una presión continua y con menos esfuerzo sobre la masa a prensa dando como resultado que el flujo del zumo, en este caso de manzana, obtenido  fluyera de una forma lenta y constante, lo que al parecer proporcionaba una sidra de mejor sabor. La justificación de la elección para la recreación en Igartubeiti del tipo de contrapeso flotante fue la ausencia de huellas de los otros tipos, tanto en el suelo como en el poste principal de la fachada. 
Desde el espacio de la cocina-zaguán  se accedía a la habitación, un espacio de unos 30 m² con camas de con armazón de madera y jergones de paja, en la que los miembros de la unidad familiar dormían compartiendo los lechos.
La cuadra ocupaba el resto del espacio de la planta del edificio, Bajo el lagar, se ubicaban los bueyes y las vacas que tenían acceso a los comederos desde la cocina. Al fondo las ovejas y en el costado occidental se encontraba el área de almacén donde se guardaban los aperos. A su lado las cubas de sidra y luego la pocilga y área de estercolero.
Tras la ampliación del siglo XVII se crea un espacio de relevancia, el pórtico cubierto con piso de piedra, que se convirtió en uno de los principales lugares de trabajo del caserío. Tanto es así que se le llegó a denominar "era" al ser el lugar habitual donde se separaba el grano de la paja del trigo y del mijo. También se utilizaba para dejar diferentes aperos y para la cría de animales domésticos pequeños. 
En los laterales surgieron, en el derecho tres cuartos destinados a dormitorios, dejando el espacio anterior destinado a ese uso a zona de paso y servicios, donde posiblemente se instaló un telar.  El fondo y a la izquierda de la planita baja sirvieron para la ampliación de la cuadra y almacén facilitando la separación de especies de ganado y optimizando el espacio  destinado a bodega, estercolero y almacenaje de aperos, también permitió la construcción de una pocilga. Las habitaciones dormitorio creadas tenían un sólido muro de mampostería con ventana en la parte exterior y la separación interna estaba realizada mediante murete de ladrillo a panderete, el suelo era de tarima. La habitación delantera, la más próxima a la cocina, fue considerada la principal y dedicada a los ancianos de la casa, era el único de los dormitorios que tenía las cuatro paredes de piedra en mampostería, incluso el que lo separaba de la cocina, que por el lado de  esta tenía una serie de anaqueles y alacenas para darle servicio. Este dormitorio tenía un acceso directo desde el soportal

### La planta alta

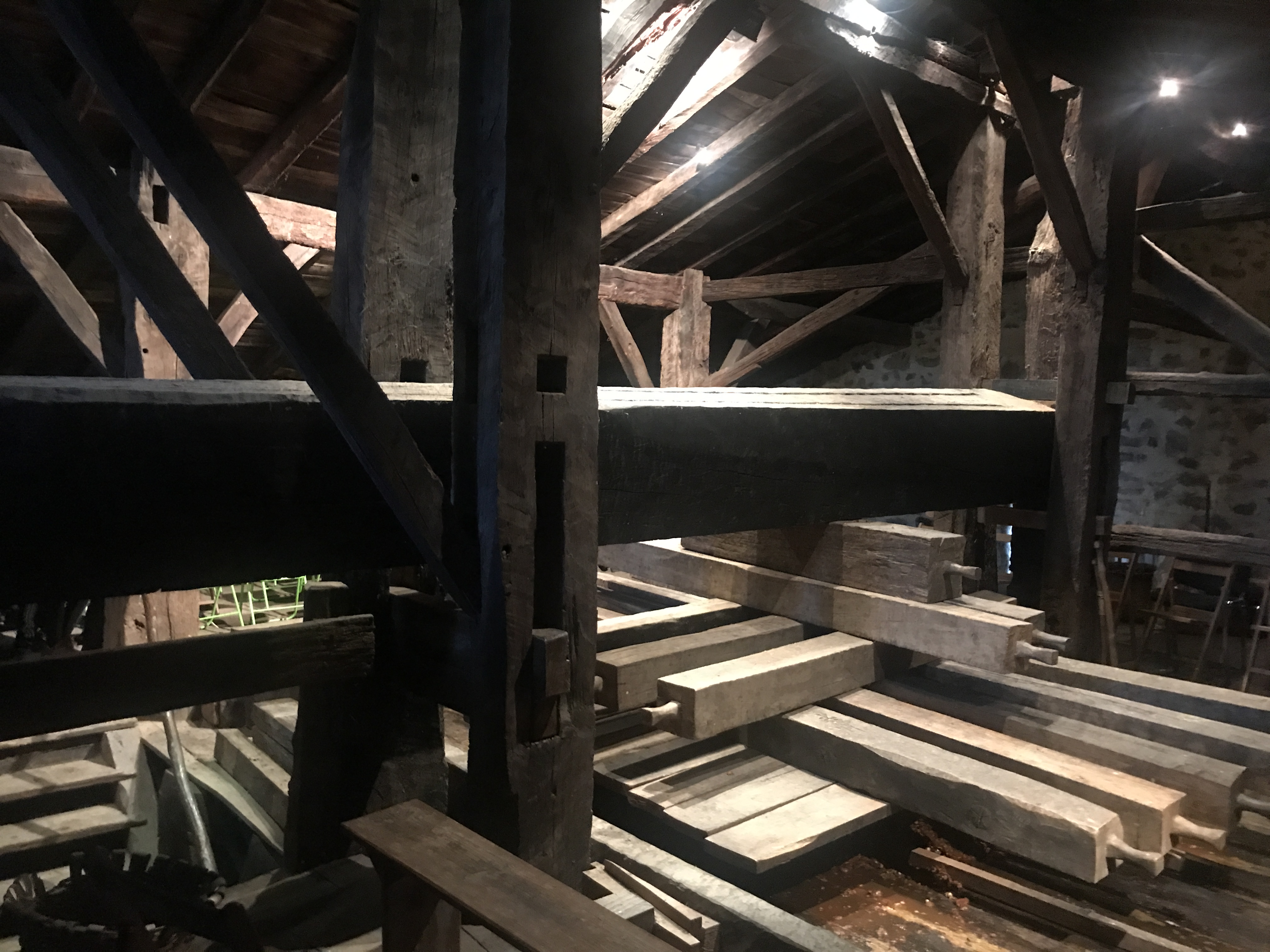
Planta alta, zona del lagar.

La planta alta, el desván, es el espacio que se crea bajo la cubierta. El centro lo ocupa el gran lagar de sidra con la gran viga móvil de 10 metros de longitud  y 50 cm de lado sobre la  masera (el área de prensado) que ocupa 28 m². Las  dos parejas de bernias monumentales con sus canales laterales de reglaje definen la altura de la cumbrera y con ella la dimensión vertical del espacio. Los largos tornapuntas soportaban la zona central de la armadura de cubierta que está dotada de doble cumbrera. El lagar solo funcionaba un par de semanas al año, en la temporada de sidra a inicio del otoño. Este espacio, así como el resto del existente en la planta se dedicaba al almacenamiento de forraje para el ganado y almacenamiento de granos, principalmente mijo y trigo, primero y luego maíz, que se hacía en muebles estancos de madera de hasta 50 fanegas de capacidad con tapa a dos vertientes y con cerradura. Estas "kutxas" tenían  los bordes tallados con mondaduras. Inicialmente el espacio bajo cubierta era diáfano sin diferencias de altura en suelo. Todos los laterales estaban cerrados por tablas machihembradas a excepción del trasero en el que ubicaba el acceso de carga de los elementos almacenados.
Sobre el pórtico construido en el siglo XVII se creó el denominado "camarote nuevo" que era el lugar donde se manipulaba el maíz, secándolo y desgranándolo. El espacio queda separad por lo que anteriormente había sido la fachada del caserío, del lagar y el pajar. En el espacio dejado por los trojes de trigo se colocó la mesa de desgranar maíz. La fachada que formaba el camarote nuevo tiene ventanas que permiten la ventilación óptima del espacio. 
Sobre los dormitorios surgidos en el piso bajo se crearon una serie espacios auxiliares que quedaban un poco por debajo del nivel del piso existente. Estos espacio se utilizaron para el almacenaje de frutos secos, cebollas, nabos, etc. así como para desecado de pieles y cueros.
La reforma también tocó el lagar, se sustituyó la abrazadera-guía que mantenía el tornillo vertical, formada por dos piezas de madera en medialuna que se insertaban en los solibos del forjado, por una viga horadada más gruesa dispuesta en sentido ortogonal a los postes. Para esta función se reutilizó uno de los poste retirados de la estructura anterior.

## Restauración
Tras la adquisición del caserío y el terreno circundante por parte de la  Diputación Foral de Guipúzcoa este queda bajo la competencia del Departamento de Cultura que lo incluye dentro del Plan Director de Difusión del Patrimonio Edificado quien plantea la restauración integral del mismo para destinarlo al estudio, exhibición y divulgación de la historia, etnografía y cultura popular vasca convirtiéndolo en una instalación museística.
El planteamiento de la recuperación de la pieza patrimonial se basó en el máximo respeto al edificio y al entorno. Se trató al edificio como un ser vivo que evolucionó en el tiempo adaptándose a cada circunstancia en las funciones claves de su uso, la  habitabilidad y la producción, aunque el objetivo final no las tuviera en cuenta, ya que la nueva funcionalidad del equipamiento cultura era la investigación y la difusión. Desde su construcción hasta el momento de la restauración Igartubeiti pasó por diferentes fases adaptándose a cada momento histórico. Había que determinar que momento de la evolución del caserío en los 450 años de vida, se iba a mostrar. Se eligió el año 1630 como momento referencial de la reconstrucción, aunque con la consciencia de que lo ideal hubiera sido fosilizarlo en el estado real de conservación con toda la información y situaciones marcadas en su estructura, pero dada la fragilidad de los materiales  constructivos y el destino que se iba a dar al elemento cultural, que iba más haya que la propia restauración del edificio y tenía como objetivo la divulgación didáctica de determinaron las siguientes consideraciones:
- Debía de ser una restauración científica y cumplir con el Plan General de Divulgación.
- Al ser la primera de estas características que se daba en Euskadi, debía plantearse con una vocación de experimental  de procedimientos de oficio e investigación directa en la evolución de la arquitectura vernácula.
- No debía pretender la recuperación del caserío para su uso productivo o residencial, sino para la muestra del edificio original y sus características singulares.

Se creó un equipo multidisciplinar que incluía desde personal administrativo y técnico, hasta especialista de diversos campos. Lo formaron:
- Manu Izaguirre, técnico de patrimonio de la Diputación de Guipúzcoa y responsable del  Plan Director de Difusión del Patrimonio Edificado.
- Iñaki Sagarzazu, arqueólogo del departamento de cultura de la Diputación de Guipúzcoa.
- Ramón Ayerza, arquitecto. Autor y director del proyecto arquitectónico.
- Jesús Lascurain, aparejador.
- Luis Ariz, aparejador.
- Alberto Santana, historiador, responsable de la investigación histórica y arqueológica y de su interpretación.
- M.ª  José Torrecilla, arqueóloga.
- Marta Zabala, arqueóloga.
- Maite Ibáñez, arqueóloga.
- Julián Elorza, contratista especialista en madera, ejecutor de la obra.
- Jesús Epelde, contratista especialista en madera, ejecutor de la obra.

Junto a ellos trabajaron otros especialista que se encargaron de la intervención previa, el estudio geotécnico, el desarrollo estéreo-fotométrico, investigación etnográfica, conservación y producción de sidra.

### La intervención
La primera fase de la intervención, que se llevó a cabo entre los años 1993 y 1994, fue el vaciado selectivo de edificio, tanto del material mueble como inmueble haciendo desaparecer añadidos constructivos. Se realizó un estudio de la situación real del conjunto, midiéndose los ángulos de desplome de las estructuras verticales y las deformaciones asociadas, se  detectaron y evaluaron las degradaciones de las partes bajas de los poste de madera producidas por las situaciones ambientales durante la vida del edificio (principalmente por la humedad proveniente de la capilaridad y de cieno de la zona dedicada a cuadras), se realizó el arriostramiento del edificio. Tras ello, se realizó el análisis arquitectónico, el estudio de as patologías asociadas a la estructura  y se realizó un estudio arqueológico y geotécnico.
Con la información obtenida en la intervención previa se decidió la consolidación estructural del  caserío y la recuperación integral de la estructura de madera de roble, que fue desmontada pieza a pieza marcando cada una de ellas, documentando su desmontaje, registrando cada pieza, clasificándola, apilándola, recuperándola para la posterior reconstrucción de la estructura.
La finalidad que se le iba a dar al edificio, musicalización para la divulgación cultural, requería implementare una serie de normas y requisitos indudables en un recinto abierto al público, como son las normativas de seguridad y de accesibilidad, así como la alteración de algunos elementos para su difusión didáctica. 
Los sistemas de seguridad que se debían de instalar, así como la centralización de las nuevas instalaciones de electricidad y fontanería, debían de estar integradas en la ambientación pero a la vez debían de prestar todas sus prestaciones. Se construyó una salida trasera y se soterró,  bajo el acceso al desván, un espacio para la centralización de los servicios de  acometidas de agua, corriente, alarmas, control de seguimiento por video, aseos, etc. También se realizó la  instalación de una puerta reforzada con cerradura convencional.
La accesibilidad de los visitantes de la nueva instalación museística debía estar ajustada a normativa, tanto en el centro de interpretación asociado, como en el propio caserío. Mientras que en el centro de interpretación no hubo problemas a ser este una construcción de nueva planta, en el caserío había que resolver multitud de problemas, debidos a sus características morfológicas y a su antigüedad. El acceso al desván, sonde se halla una de las piezas claves de la instalación, se mostraba compleja sin la introducción de elementos externos y distorsionantes. Se optó por crear un acceso desde el exterior al desván mediante un camino elevado, de tipología tradicional. Luego los obstáculos puntuales se resolvieron con pequeños apaños cómo rampas.
Para una mejor comprensión por parte de los visitantes de algunos detalles constructivos propios de la época en la que se decidió realizar la reconstrucción se procedió a hacer visibles algunas cosas que se mantenían ocultas por la propia evolución del tiempo y finalidades cotidianas, tanto productivas como domésticas. En el espacio de la cocina, del siglo XVII,  de dejó al descubierto  una parte del muro del siglo XVI para mostrar los huecos de las salidas de humo abiertos en el mamparo de madera. Se diferenciaron la construcción original con la ampliación del siglo XVII, para ello se   colocaron cabrios enteros desde la cumbrera hasta las antiguas fachadas laterales y cabrios  más cortos  entre  carreras contiguas. En el suelo del desván se diferenciaron las características constructivas de cada época en el ancho de tarima, las uniones, dimensiones y paralelismos. se reconstruyó la fachada de  madera del siglo XVI para delimitar el espacio de las alcobas, aunque había desaparecido con la reforma de ampliación del siglo XVII.
La ambientación del espacio se realizó teniendo en cuenta los matices cromáticos propios de la época basados fundamentalmente en la coloración provocada por el humo de la cocina. Hubo que ambientar las nuevas piezas de madera para que no destacaran sobre las antiguas. La iluminación de los diferentes espacios debían de recrear los ambientes de la época correspondiente a la vez que permitir el tránsito por ellos sin dificultad y destacar algunos puntos de interés. Para ello se realizó una instalación a dos niveles de intensidad lumínica con mecanismos ocultos comandados por mandos a distancia, recurriendo en algunos casos a la fibra óptica.

### El centro de interpretación
Si bien el edificio era el objeto a exponer, para la comprensión del conocimiento a comunicar y la explicación de su contexto se creó, separado del caserío, un centro de interpretación. El centro debía de prestar, además de la función didáctica, una serie de servicios a los visitantes. Se construyó un espacio amplio, al sur, cerca del caserío, a una cota inferior utilizando la parte superior del mismo como aparcamiento para los visitantes, sin causar ningún impacto visual ni paisajístico. El Centro está  dotado de  una zona expositiva con un espacio audiovisual. En la exposición se muestra los restos arqueológicos dentro de la secuencia evolutiva del caserío y los pormenores de la restauración, la vida cotidiana, la historia del entorno, las costumbres y las técnicas contractivas y de funcionamiento del lagar. Existe una zona multiusos destinada a la actividad didáctica de forma experimental, tipo taller, para el trabajo en grupo, así como una sala de reuniones, una tienda y el punto de recepción de visitantes. El acceso se realiza por un pasillo abalconado que permite la visión de la ladera de la zona de levante. El acceso se realiza mediante escaleras y un ascensor, y también, permite de forma peatonal, por un pequeño camino acceder al caserío entre plantaciones de manzanos de diferentes tipos con placas de identificación, y huertas.

### El laboratorio del patrimonio

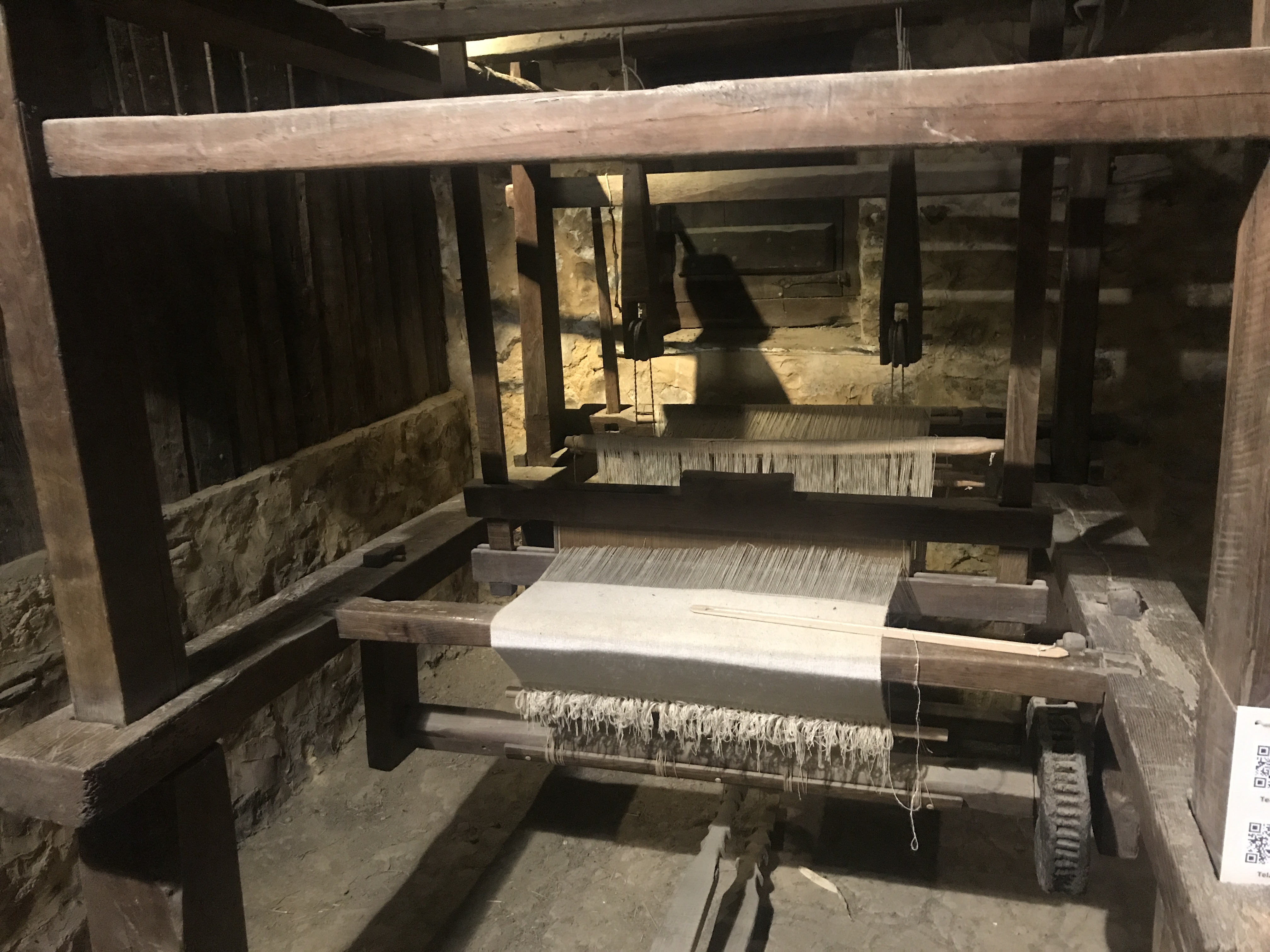
Caserío Igartubeiti. Telar.

en la  restauración de Igartubeiti se llevó a cabo un laboratorio del patrimonio que dio como resultado la realización de una obra más realista y acorde con la época que se quería mostrar. El propio proyecto que incluía un equipo  director multidisciplinar compuesto por técnicos en cada uno de los campos  que afectan al mismo fue el embrión del laboratorio. Se llevó a cabo un seguimiento de las obras de  desmontaje y montaje, de mantenimiento, recuperación y limpieza de la madera identificando los métodos originales utilizados y la demostración de diversas teorías en este campo, en el que se pudo conocer nuevos detalles sobre el modo de trabajar en grandes estructuras de madera, sus sistemas de montaje y ensamblaje y la distribución de espacios y sus usos. 
Se llevó a cabo una investigación sobre la historia del edificio y sus habitantes, pudiendo determinar con detalle los hechos y personas implicadas desde el origen de la construcción hasta su paso a la Diputación de Guipúzcoa, así como el modo de vida y costumbres de los mismos a través del tiempo. la investigación etnográfica, no solo de Igartubeiti sino de otros caseríos de la zona, permitió  equipar utensilios y mobiliario los distintos espacios del caserío. Así mismo se llevó a cabo una investigación sobre el lagar de viga, buscando información y documentación para reconstruirlo tal y como era en el siglo XVI.
Se encontró una dificultad relevante en el modo de construcción de los paramentos internos y externos, que requirió una especial experimentación en lo referente a los enlucidos y raseados, que se realizaron con  morteros de cal amasados con distintas granulometrías y coloraciones de áridos y se aplicaron  a “punta de paleta”. se dieron dos capas en los muros externos y una en los internos. Se fabricaron clavos de hierro forjado de forma artesanal para la restauración de los suelos y las paredes de tablas.
El lagar de viga fue estudiado de forma especial. Cada una de sus piezas singulares fue investigada, en especial la viga y la pesa de piedra. El resultado de los estudio se plasmo en la elección, para la pesa de piedra, de una roca de ofita propia del lugar y de gran densidad, que fue trabajada según se determino por la similitud con otros lagares similares. El eje roscado fue también realizado tomando datos de los restos existentes en otros caseríos de la época. Se determino que la madera más idónea era la de roble y se diseño y construyó una pieza  roscada de 6 metros de longitud se torneó en un taller especializado que había realizado trabajos similares anteriormente. La viga de la prensa se realizó en roble, las medidas resultantes del estudio estructural del edificio dieron como resultado una pieza de 10 metros de longitud y con una sección cuadrada de  medio metro de lado. Para realizarla hubo que buscar un árbol que permitiera sacar una pieza de ese tamaño. En los bosques actuales del País Vasco peninsular no hay ejemplares de esas dimensiones y se halló en un bosque de Labort, la construcción se realizó en un aserradero experimentado y se trasladó hasta el caserío documentado todos los pasos. El objetivo de la restauración del lagar era dejarlo totalmente funcional, lo que permitió comprobar la eficacia de las actuaciones llevadas a cabo y terminar con la elaboración de sidra a la vieja usanza del siglo XVI.

### Estudio arqueológico
Dentro del proceso de restauración y musealización del caserío Igartubeiti se realizó una investigación arqueológica para hallar restos estructuras del edificio original que pudieran haber desaparecido. El resultado fue negativo pero se descubrieron restos de una estructura anterior al caserío. Los trabajos arqueológicos se extendieron a la documentación de los elementos estructurales existentes y la identificación en detalle de todas las piezas que conformaban el caserío y sus ubicaciones, lo que permitió, después de su recuperación, el montaje exacto de la estructura.
La documentación obtenida formó un registró en el que se recogían en las anotaciones y comentarios todos los datos relevantes de todas las piezas. Los datos como  cambios de ubicación, incorporaciones muy recientes, estado de conservación, etc., permitieron tener una relación de los elementos y su estado y tratamiento seguido así como su destino final, detallando su ubicación en la nueva estructura o su deshecho por ser irrecuperables o irrelevantes. El trabajo de  documentación se completó con la elaboración del molde de la estructura de habitación descubierta en el caserío. 
La intervención arqueológica se centró en un principio en dos objetivos del estudio histórico-arquitectónico del edificio, uno el comprobar la situación y características  de la piedra que hacía de pesa del lagar y determinar el diseño original del inmueble y el otro el hallar indicios que confirmaran la ampliación del siglo XVII con el añadido de las dos crujías laterales. La intervención comenzó en 1994 con la realización de la primera serie de sondeos que tuvieron un resultado dispar no esperado. En el trabajo realizado en la vertical de donde estuvo emplazado el tornillo de la prensa de viga solo se hallaron 3 agujeros practicados junto a un rebaje de la roca natural, que invitaron a plantearse superficies de sondeo de mayor envergadura que se concretó en un proceso de excavación que se inició en 1995, tras haber desmantelado las estructuras contemporáneas (suelos de cemento, compartimentaciones de cocina, retrete, cuadras, etc.) se realizaron sondeos en las crujías  intermedia y trasera  orientales y una excavación en la delantera que abarcó desde la zona de la cocina hasta la entrada a las cuadras que confirmaron la superficie del edificio en el siglo XVI e indicio de una cabaña anterior a la construcción del mismo.
Tras los hallazgos iniciales es planteó la apertura de toda el área que abarcaba el edificio original incluyendo la cuadra y el zaguán. Se hallaron dos pequeños muros localizados en la segunda crujía, cerca de la estructura anterior. En el año 2000 se realizó el estudio de la campa anterior a la entrada principal. Se inició con tres sondeos divergentes: uno en prolongación del eje axial de la construcción y otros dos oblicuas respecto a él, que dieron un resultado negativo.
En el sondeo realizado en la habitación contigua a la cocina se halló un agujero adosado al muro sur de 1,5 metros por 2,5 metros y una profundidad de 80 cm. y dos series de huellas que conformaban cada una de ellas un espacio cuadrangular que podría haber correspondido a algún contenedor, la segunda serie de huellas estaba formada por cuatro lajas de piedra para dar asiento a los apoyos de un gran contenedor. El agujero se identificó como un escondite y se determinó que fue realizado en época más reciente, seguramente en el siglo XIX con relación con las carlistas y la invasión napoleónica, incluso podría haber sido realizado en el contexto de la guerra civil de 1936-1939.
En la excavación realizada en el lugar donde se ubicaba el tornillo y la pesa de prensa se hallaron en la roca natural tres  agujeros de aspecto regular, planta redondeada y sección cónica (apuntados en la base) y un rebaje realizado en la roca. Extendiendo la excavación se halló en la crujía situada a la izquierda de la puerta de ingreso, una serie de 23 agujeros de poste, de unos  10-12 cm de diámetro, encerrado una superficie de unos 20 m²  que se presenta como  una depresión o rehundimiento artificial del terreno o roca natural margo caliza. Dos de los agujeros, los situados en la zona externa del afloramiento rocoso en el ángulo noreste de la estructura, son diferentes al tener forma cuadrangular en lugar de redonda, que podrían corresponder a una secuencia constructiva del edificio relacionada con las escalera de acceso al desván. A la vez se encontró un resalte con alineación norte-sur que genera un escalón de 20 cm de altura media que corre a lo largo de todo el lateral este del recinto, suavizándose hacia el oeste por la propia inclinación del terreno que sigue presentando un rebaje con tendencia a definir esa hoya o rehundimiento; al exterior se define un estrecho y regular canalillo paralelo al resalte, que se pierde en dirección al muro de fachada. 
En el área definida por los agujeros se hallaron cuatro más pequeños en dirección este-oeste que se asocian al porte de algún tipo de mamparo de compartimentación del espacio, que dejaban uno más amplio en la zona norte, trasera, que presentaba un piso de mejor factura, más horizontal y uniforme, mientras que en la zona delantera, sur, el espacio era de menor superficie y mantenía una pequeña pendiente hasta el muro de la fachada delantera del edificio del siglo XVI. Todo ello lleva a determinar que esa construcción no tiene relación con el edificio construido en el siglo XVI y es anterior a él. La estructura allí existente se relacionó con una función habitacional y se identificó como un fondo de cabaña. Esto permitió establecer la hipótesis de que la familia propietaria y fundadora del caserío renacentista parece haber tenido una vinculación secular con el solar donde hoy se asienta el edificio. Hipótesis apoyada en la certeza documental del que el solar había estado ocupado  desde la Edad Media por una familia de labradores libres, a los que las fuentes escritas denominan Yartua o Iartu.
La extensión de la excavación a al cuadra solo dio como resultado el hallazgo de alguno hoyos destinados al soporte de los pesebres sin ningún interés arqueológico. En los huecos centrales de  la crujía segunda se hallaron dos restos de muro. Uno de los muros era regular de una anchura de entre 45 y 50 cm y estaba formado por  bloques de piedra grandes sobre los que se ubicaban los mampuestos más pequeños a modo de calces alcanzando un porte máximo sobre el suelo de 37 cm. Estaba dispuesto en adaptación clara a la caída del terreno. El otro muro tenía una orientación esto-oeste y se encontraba entre la antigua cocina y las cuadras. Estaba realizado por dos hilera de  lajas de piedra, en la cara norte y una en la sur, de escaso grosor y dimensiones. Tras el desmontaje del entramado de la estructura del edificio se comprobó que el muro de mampostería alcanzaba por debajo el pie derecho del caserío, con lo cual su preexistencia era innegable, mientras que el de lajas  se adosaba lateralmente, generando una especie de escalón o base regular en la articulación entre  un espacio más alto correspondiente a la zona de la cocina y otro que correspondía a la zona de cuadra y estaba relacionado con la disposición de pesebres del edificio del siglo XVI.
Las excavaciones en el zaguán porticado dieron resultados negativos al estar el espacio muy alterado por acciones recientes. En el exterior se realizaron  tres sondeos en la zona frente a la fachada principal donde se ubicaba la huerta. Se abrieron tres zanjas en abanico con trayectoria divergente desde el eje axial del caserío con resultados negativos en todos los casos.
El estudio arqueológico permitió corroborar la hipótesis evolutiva y localizar restos de uno de los muros de cierre del solar correspondiente al siglo XVI, así como la ampliación del siglo XVII en el muro este. La ausencia de restos en el área de la cocina y la prensa dio pie a realizar la reconstrucción de la misma mediante un sistema de pesa flotante, en lugar de enterrada y la determinación del hecho que el hogar se realizaba mediante fuego directo sobre el suelo sin tiro ni salida de humos. Permitió el estudio de elementos de elementos que habían sido suprimidos, como alacenas en los muros o las líneas de  tabicaje ligero del caserío original o el hueco escondite bajo la habitación principal. El hallazgo más relevante es el fondo de cabaña, posiblemente medieval y los restos de muro, pudiendo ser uno de ellos necesario  para afirmar la base del lagar  en un terreno desigual, aunque el hecho de que fuera anterior al lagar  deja la duda de su utilidad.
Se decidió realizar dos moldes de resina a tamaño real del suelo de las áreas más interesantes para  que quedara constancia del hallazgo. Se delimitaron dos áreas, una de 30 m² y otra de 17 m² dentro de las cuales se encontraban  varios hoyos cilíndricos verticales, alguno de ellos con restos de madera, canales de desagüe y restos de construcciones más modernas. Lo primero que se hizo fue ocultar grietas y recovecos para que hubiera filtraciones de material que dificultara el desmoldeo. Luego se vertió silicona líquida con  un producto tixotrópico para las zonas verticales consiguiendo un  estrato homogéneo de unos 0,5 o 1 cm de grosor. Se dividieron las superficies en varias áreas para facilitar el trabajo. La superficie pequeña se realizó en una disposición en espiral mientras que en la grande de optó por una secuencia lineal. Las placas siguieron fielmente la cuadrícula y se construyeron una por una y se sobre ponían 20 cm las unas a las otras. Se prepararon para el montaje añadiendo unos pivotes de referencia y se fijaron en las intersecciones de varias placas y en los bordes unas chapas de hierro con dos orificios para reforzar el futuro montaje y la fijación de las piezas por medio de tornillos.  Se tuvo especial interés en  preservar la inclinación original del suelo para poder reproducirlo fielmente a la hora de realizar el positivo. Una vez realizado el trabajo de los negativos se levantaron las mantas y se llevaron a un almacén de depósito.
Para la realización de positivo, el primer paso fue el ensamblar los soportes y montar cada elemento boca arriba, encajándolos y fijándolos mediante las chapas metálicas apoyando el conjunto en el sistema de listones que daban la referencia de la inclinación original. Sobre el conjunto se extendieron los rollos  de silicona haciéndolos coincidir con las referencias. Se subdividieron las superficies en varios trozos para facilitar su traslado. Luego se extendieron las diferentes capas de poliéster para la creación de la copia, la primera capa, de unos pocos milímetros, fue de poliéster líquido extendido con brocha para que  el material  copiara  cada detalle y  todas  las  formas. Sobre la capa de poliéster se añadió una segunda capa de resina y fibra de vidrio muy ligera y se dispusieron los tornillos de unión entre elementos. Se aplicaron dos capas de poliéster más con fibra de vidrio hasta obtener el grosor deseado. Una vez realizados todos los elementos, se procedió a la unión de los mismos. Con la  ayuda del clinómetro se volvió a definir la inclinación original dotando al conjunto de estabilidad y puntos de apoyo. Tras ello se desmoldeó cortando la silicona y retirándola totalmente. Las piezas se pintaron del color original del terreno.

### Ejecución de la restauración

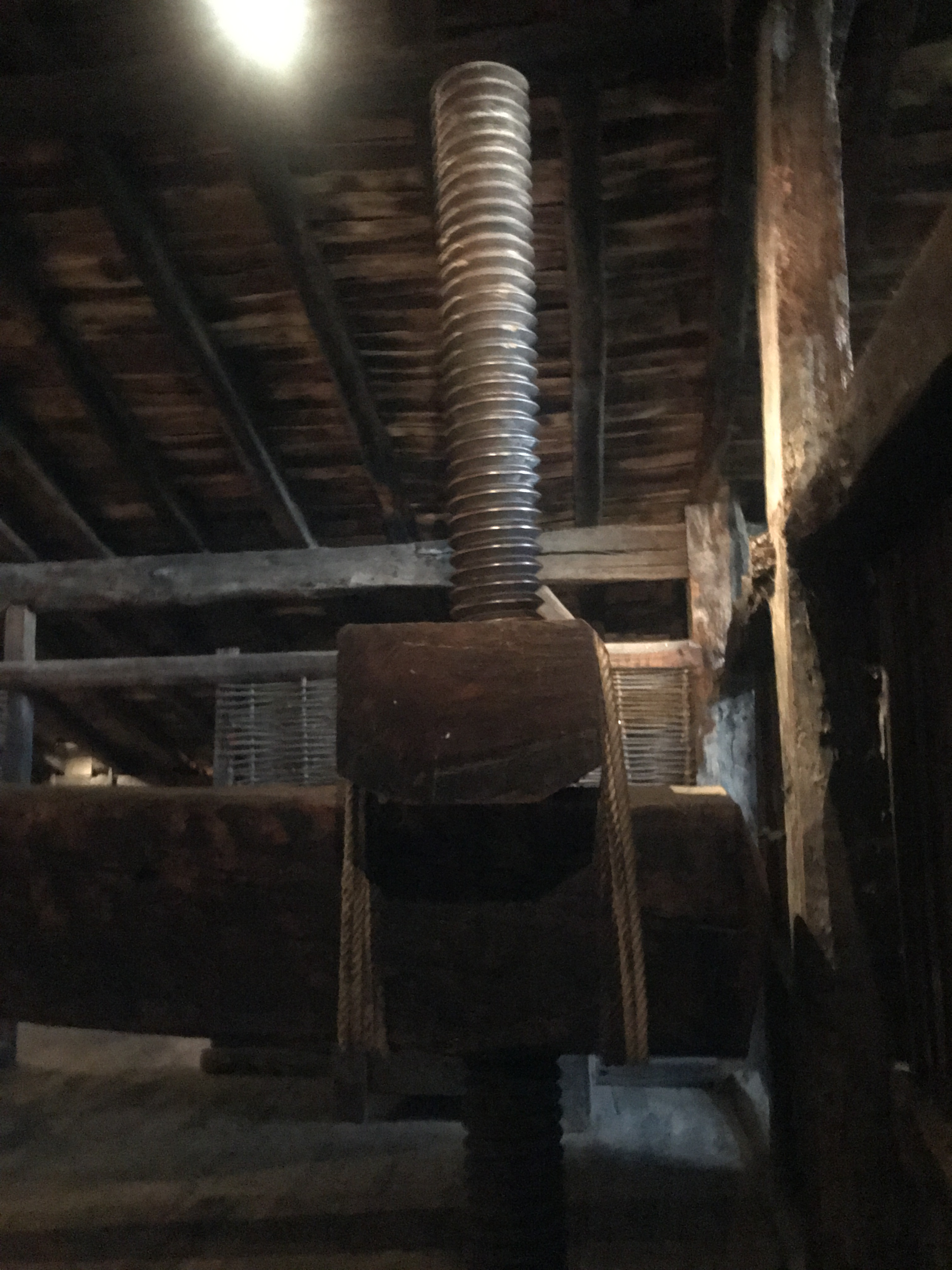
Detalle del tornillo en su unión con la viga de prensar.

Tras la adquisición por parte de la diputación foral de Guipúzcoa del inmueble el mismo quedó vacío y se procedió a retirar todo lo referente a su uso como vivienda. En esas operaciones de observo el estado del muro trasero que tuvo que ser apuntalado, para lo que se construyó una rampa de tierra de acceso al desván, siguiendo la tipología habitual de los caserío de la zona. Se dejó solamente la estructura de madera interior, la cubierta, los muros exteriores, el muro que separaba la cocina de la habitación principal, herencia del edificio original, y el cierre del porche. Los muros exteriores, realizados en mampostería de piedra pizarrosa local, estaban muy dañados e intervenidos con remates realizados, con diversos materiales, a trasvés del tiempo. La estructura de madera, realizada principalmente en roble, estaba formada por piezas muy antiguas y de grandes dimensiones a las que se había añadido algunas piezas más recientes y de madera de pino. La vieja estructura de roble estaba en un buen estado de conservación general aunque tenía partes más dañadas por el tiempo y el uso, como los pilares que coincidían con la zona de cuadras  que se encontraban dañados en sus bases, había también daños por agresiones de insectos xilófagos, deformaciones y daños por intervenciones posteriores, en general estaba toda muy sucia. Los esfuerzos que soportó la estructura de madera a lo largo del tiempo hicieron, debido a los esfuerzos de tracción, se rompieran y aflojaran lengüetas y clavijas que produjeron la apertura de la misma en la parte alta que llegaron, en algún caso, a dañar alguno de los muros.
Tras verificar el estado estructural del inmueble se optó por desmontar la estructura de madera para su recuperación integral y reparación de las bases de aquellos pilares que estaban dañados. Para ello se debió de realizar un minucioso procedimiento que permitiera el volver a montar la estructura  de la forma más fiel posible. El primer paso fue el realizar una documentación minuciosa y en detalle del estado en el que se encontraba el edificio, por lo que se encargó al Laboratorio de Expresión Gráfica Arquitectónica de la Universidad de Valladolid  la toma de pares fotogramétricos precisos que determinaban las formas del caserío anteriores a la intervención y Lorenzo García García y Javier Martín Lapeyra levantaron los croquis y planos de caserío.
Se señaló e identificó cada una de las piezas indicando también su localización y orientación en la estructura. Se usaron etiquetas plásticas que se dispusieron en la cara norte de cada pieza (según estaba ubicada en el estructura del edificio) y debían mantener la verticalidad en su lectura. Para las piezas verticales se ponían en el extremo inferior y en la cara que miraba al sur. Las piezas horizontales paralelas a la fachada sur se numerarán en su cara inferior del extremo más próximo a la fachada sur. En las piezas inclinadas se mantenía la orientación vertical de la etiqueta y si estaban paralelas a la fachada sur seguían ese protocolo específico. Si una pieza que se creía entera estaba formada de diferentes tramos o se partía se añadían al número del código asteriscos. esta identificación se completó por el plano de ubicación de cada una de las piezas. La identificación y marcado la desarrollaron Manu Izaguirre y de Iñaki Sagarzazu mientras que la parte gráfica corrió a cargo de  Itziar García Larrañaga. Todo ello listado y reclasificado con letras según la función que realizaba cada pieza.
Para los muros de mampostería de decidió  su reparación con revoco de cal y arena aplicado a "buena cara", adaptándolo a las deformaciones el muro, y sin cargar sobre los planos externos de los mampuestos, de modo que las piezas resulten inmediatamente percibidles a simple vista. Se dejaron, en el interior, algunas más discretas exteriores sin revocar para que se pudiera ver  la textura de la mampostería a hueso.
El revoco de cal y arena fue realizado siguiendo la costumbre local. Se usó cal hidráulica natural, arena amarilla y áridos finos obtenidos por la trituración de la piedra pizarrosa local, tal como se determinó al analizar los lucidos conservados, aunque se añadieron modernos aditivos acelerantes de fraguado e impermeabilizantes y se le dio un matiz de color ligeramente terroso similar al que da la arcilla que tiñe el mortero original. Las masas de piedra se limpiaron por medios mecánicos aunque con la directriz de no dañar cualquier información que pudiera haber en las superficies de las piezas. Las pérdidas de masa en las piezas de piedra, se trataron como parte de su azar histórico y se respetaron mientras no fueran causa del debilitamiento de la misma.
La estructura de madera, una vez identificada y calificada, fue desmontada y tratada. Las piezas se sumergieron en  un depósito lleno de solución tratante, fungicida e insecticida, hasta la saturación de las fibras. Tras ello se realzaba un saneado y una limpieza mecánica. En las piezas de madera, lo mismo que en las de piedra, se respetaron las perdidas de material mientras no significaran perdidas de resistencia o integridad. Los añadidos se realizaron con madera de la misma especie, veta, grano y humedad idénticos al de la pieza a recuperar proveniente de piezas antiguas y secas. Las directrices seguidas en las acciones de suplemento eran que las piezas de subelemento se ajustaban a las suplementadas a las que se les preparaba la superficie de unión. Las bases de los pilares, en especial los que se ubicaban en la zona de las cuadras, estaban más dañados por el efectos de pudrición debido a las humedades y los líquidos recibidos del ganado, esto llevó a suplementar los extremos dañados lo que se hizo con madera idéntica, seca y reutilizada con uniones que garantizaban el resultado en el tiempo y asegurando una amplia área de contacto para el colado, que se realizó con una cola de resina epoxídica previamente ensayada.
El remontado de la estructura de madera se realizó bajo la premisa de no corregir las deformaciones que las modificaciones que habían surgido a lo largo del tiempo en la estructura de madera habían producido en los muros. Esto llevó a que en algunos casos las piezas originales no alcanzasen su lugar de apoyo en los muros y necesitaran un suplemento colocando zapatas  bajo sus extremos. Los pasadores y lengüetas que se habían perdido fueron renovados con la madera nueva labrada a azuela para asegurar su elasticidad. Los sovigaños se rehicieron  con madera nueva. 
La escalera original formada por dos banzos, con una modesta decoración de mondaduras en su borde inferior,  con pares de tablas formando pisas y tabicas empotrados entre ellos, que se había usado desde el siglo XVI, fue robada tras su desmontaje por lo que reproducirla.
La tabicación interior del caserío estaba realizada mediante dos métodos diferentes, los realizados en madera, que eran los más antiguos y se ubicaban en el núcleo original del edificio y los realizados mediante entramado de varas de avellano. Los primeros se  realizaron con tablas machihembradas y uniones a media madera. Los realizados mediante varas de avellano se entablaban hasta media altura, sobre los 90 o 100 cm, siguiendo la estructura trenzada de varas hasta el techo. esta estructura era cubierta, mediante enlucido, por mortero de  cal. Otros tabiques, realizado tras la reforma del siglo XVII, se realizaron con ladrillo macizo  tejar en medias astas que se unía con mortero de cal  con un espesor similar al de los ladrillos. Algunas separaciones interiores se realizaron en mampostería, muros del núcleo que tras el recrecimiento quedaron como interiores, y por sus grosor permitieron albergar gavetas. 
El cerramiento exterior de la fachada principal está realizado en entablado vertical de madera sobre entramado igualmente leñoso que se complementa con fábrica de mampostería en la  parte correspondiente a la ampliación del siglo XVII. Todo el entablado de las fachadas está realizado con maderas de sección rectangular y con uniones a media madera.
Las puertas interiores estaban formadas por puertas entabladas sujetas a marcos con una pieza que completaba el cuadro en su arista interior a modo de alféizar realizadas en madera de roble o castaño. Las ventanas se reconstruyeron mediante piezas recuperadas de derribo.
Los pavimentos recuperados, según los estudios realizados, solo podrían ser de tres tipo, de losas de piedra, de tarima de madera o de arcilla apisonada. Se reconstruyó de losas de piedra pizarra procedente de la vecina cantera de Arriarán, todo el zaguán y el sector central de la planta baja. Los dormitorios y el piso alto se reconstruyeron con pavimentos de tarima de madera. Estos suelos se realizaron a su altura original a excepción del  área del dormitorio principal afectada por el enterramiento del arca, en la que se dispuso un hueco bajo los solivos. El suelo del resto de la planta baja se realizó de arcilla apisonada endurecida mediante el aporte de cal a cuya mezcla se añadió algo de excremento de vacuno para lograr el color, textura requeridos.

#### La reconstrucción de la prensa
La prensa de palanca del lagar de sidra había sido desmantelada en algún momento de la historia del edificio. Se optó por realizar una reconstrucción funcional que pudiera trabajar como la original. Ello no solo conllevaba el realizarla con materiales y medidas reales sino con las características necesarias para su funcionamiento y función, es decir, para la elaboración de sidra. Para ello la madera debía estar libre de cualquier producto que pudiera perjudicar la calidad y salubridad de la producción de sidra. Se decidió la utilización de madera nueva.
Los sovigaños, que dan la rigidez del conjunto, se realizaron con una sección de 60x60 cm, que van sobre las piezas llamadas "marrana", la frontal, y "ballesta" la del fondo, de una sección mucho menor. En el caso de la ballesta se decidió apoyar sus extremos aun cuando originalmente  sus extremos libres de cualquier apoyo.
Sobre los sovigaños, que se espacian vez y media su sección, se apoya la "masera", un entarimado de unos 12-14 cm de espesor y con una ligera pendiente para que escurra el mosto procedente del prensado de la manzana. Delimitando la masera se encuentran las "cantaleras" formadas por tablas horizontales con una altura no superior a medio metro. Sobre el área definida por la masera y las canteleras se encuentra el brazo de la prensa, una enorme pieza de 10 metros de longitud, en uno de sus extremos se encuentra el tornillo, la tuerca y la "péndola" o pesa. La péndola se realizó de ofita y se unió al tornillo, realizado en madera tropical, mediante  un mecanismo de enganche deducido de otras piezas conservadas.

## La ambientación

### El edificio
La como acción final en la reconstrucción del caserío y de su musicalización se procedió a la ambientación del mismo para situarlo en el tiempo que se había decidido. La utilización de maderas de diferentes procedencias, la original del edificio estaba lavada debido a los procesos de conservación utilizados, obligó a conseguir una perfecta integración y mimetización de estos nuevos elementos hasta conseguir una apariencia uniforme pero no artificial del conjunto. Se realizó una intervención en cada estancia del edificio adaptándola a las necesidades de particulares de cada una de ella.
En la planta baja estaba la zona de la cocina que pedía un tratamiento especializado, la zona de la cocina debía reproducir el ambiente negro que le daba el hecho de la falta de chimenea, solo había tres huecos destinados a la evacuación del humo junto a las ventanas y puertas de la estancia. Esto hacía que el humo y el hollín se colara a los locales vecinos y a la planta superior. La ambientación se realizó con una pintura producida por la mezcla de aguaplast  con pigmento negro humo, tierra de sombra quemada y cola blanca que se aplicó a brocha de una forma no homogénea, donde el fuego y con él la grasa y el hollín incidían más, disminuyendo progresivamente el grosor de la capa hasta simplemente manchar las zonas más alejadas del hogar y todas aquellas zonas donde el humo hubiera llegado. El comportamiento del humo se estudió de forma empírica encendiendo fuego a diario en el hogar y observando su movimiento. También se quemaba grasa para impregnar a su vez de auténtico olor en el ambiente. La zona de la cocina también fue impregnada con una mezcla de cera virgen muy diluida en aguarrás, teñida a su vez de color negro y aplicada por  nebulizando a pistola.
En la zona de la cuadra se procedió al envejecimiento de todos los elementos nuevos, que en este espacio eran bastantes. Se creó un color base con una mezcla de 
agua marrón-negruzco mate para unificar el conjunto aplicándolo  con un nebulizador y personalizando luego los detalles de cada caso. Para conseguir los diferentes efectos cromáticos se usaron anilinas al agua de diferentes colores que se aplicaban también con nebulizador de una forma no homogénea y retocándolo, todavía fresco, con pinceles, brochas y esponjas. Se ambientaron las vigas con polvo para reproducir el paso del tiempo y en las partes bajas se les dio una mezcla de  barro, hierba fresca, heno y color simulando salpicaduras. Las piezas nuevas realizadas con madera nueva se ambientaron haciéndoles ralladuras y golpes que hubieran tenido en el uso real.
En las habitaciones se limpiaron los elementos existentes de los restos de las pinturas modernas que se habían usado cuando el caserío se utilizó como vivienda.  Se utilizaron gamas de diferentes colores que se aplicaron mediante nebulizador de forma no uniforme hasta conseguir el aspecto deseado. A la habitación existente en el siglo XVI y que quedó para uso laboral después de la ampliación, se le dio el mismo tratamiento que a la zona de cuadras.
La fachada principal del caserío, que se construyó en el siglo XVII, se volvió a montar con todo el material original después de recibir los tratamientos de conservación pertinentes y no requirió una gran intervención. A la interior, que conformaba el porche y era procedente del siglo anterior, se le añadieron 2 nuevos accesos, un a la cuadra y otro a la cocina, y fue realizada con madera antigua recuperada pero que divergía en la calorimetría que requirió una intervención para igualarla. Para darle matiz que hubiera tenido  al estar expuesta a la intemperie (debía estar ajada como se veía en los restos que se habían conservado en el primer piso), se procedió a mojarla y dejarla secar al sol durante un tiempo provocando  así un envejecimiento natural. Las hojas de las puertas de accesos se hicieron de madera de roble nueva, lo que requirió un tratamiento más agresivo, primero se envejecieron con un chorreo de  chorreo de partículas de hierro y luego se procedió con el agua y el tanino, que la reaccionar con los restos del hierro dieron un color mucho más oscuro que requirió un aclarado posterior para igualarlas al resto. 
Los lienzos de fachada del siglo XVI, en algunos lugares de la fachada principal y en una lateral, se completaron con madera recuperada que hubo que traer al matiz cromático ajándola y decorándola, jugando con efectos cromáticos, para logar una visión que resultara un efecto de envejecimiento natural. En la fachada lateral, donde había más restos, se desmontaron, trataron y limpiaron evitando no quitar la costra debida al humo de la cocina, que se consolidó con cola orgánica disuelta en agua y con acabado en cera virgen, las tablas que faltaban, la mayoría de la parte inferior, se rehicieron con madera nueva y fueron tratadas como en el caso de las de la cocina. 
El conjunto de elementos que conforman el lagar de viga estaba realizada en madera nueva y hubo que teñir para que quedara integrada en el entorno de la primera planta. El tornillo se impregnó de grasa para que pudiera trabajar bien. El resto de la estructura de la cubierta y mamparos no necesitaron más que algún toque puntual en aquellos sitios que habían sido reconstruidos.

### Los espacios y el ajuar
El estadio temporal elegido para la reconstrucción del caserío Igartubeiti fue el siglo XVII cuando el conjunto adquirió plena identidad histórica, concretamente tras la boda de Catalina de Cortabarria con Domingo de Arregui en 1536 y las posteriores reformas de ampliación. La reforma integral del edificio se completó con un a recreación de su interior, tanto en lo que se refiere a las labores de producción propias de la instalación, haciendo hincapié específico en la producción de sidra, como de las costumbres de la vida diaria de sus habitantes. Se hizo una interpretación de aquella situación en la que se basó una recreación hipotética del mismo.
Se utilizaron dos ejes principales de interpretación, uno el análisis de las huellas existentes en los diferentes espacios que daban pistas sobre su funcionabilidad y otro el estudio documental sobre fuentes históricas que pudiera informar sobre el conjunto de muebles,  enseres y ropas de uso común en una casa de labranza del nivel económico estimado  usados en la época. La fuente documental estuvo formada principalmente por contratos de arrendamiento, testamentos, inventarios post mortem y capitulaciones matrimoniales. Todo ello dio lugar a un listado de material a hallar, algubnas piezas se encontraban entre las ya existentes en el caserío en el momento de su compra por la diputación de Guipúzcoa.
Se seleccionaron unas 140 piezas de la época de los fondos pertenecientes a la Diputación Foral de Guipúzcoa. Se eligieron muebles y herramientas de trabajo de las labores que se realizan en la explotación del caserío. Las piezas fueron acondicionadas, limpiándolas, tratándolas contra las diferentes plagas que las pudieran afectar y reparándolas, si lo necesitaban. Por otro lado se buscaron y adquirieron en caseríos del entorno, principalmente e los trojes de grano, el desgranador de maíz, las colmenas de abejas o parte de la maquinaria agrícola de la casa.
Algunos elementos necesarios y típicos de la época, como barricas para la sidra o camas, fueron imposibles de localizar por lo que se optó por su construcción  a  partir de   descripciones documentales, referencias iconográficas locales, y las referencias de elementos de función similar existentes en otras áreas geográficas. 
Se amplió la recreación el estadio histórico temporal a la lengua, intentando recopilar los términos en euskera y castellano utilizados para nombrar los diferentes elementos en el siglo XVII, para ello, además de la documentación archivada existente, en la que no había mucha abundancia de los mismos, en especial, de los términos éuskaros, se realizó un estudio lingüístico basado en la entrevista con los vecinos más ancianos del entorno. 
Cocina

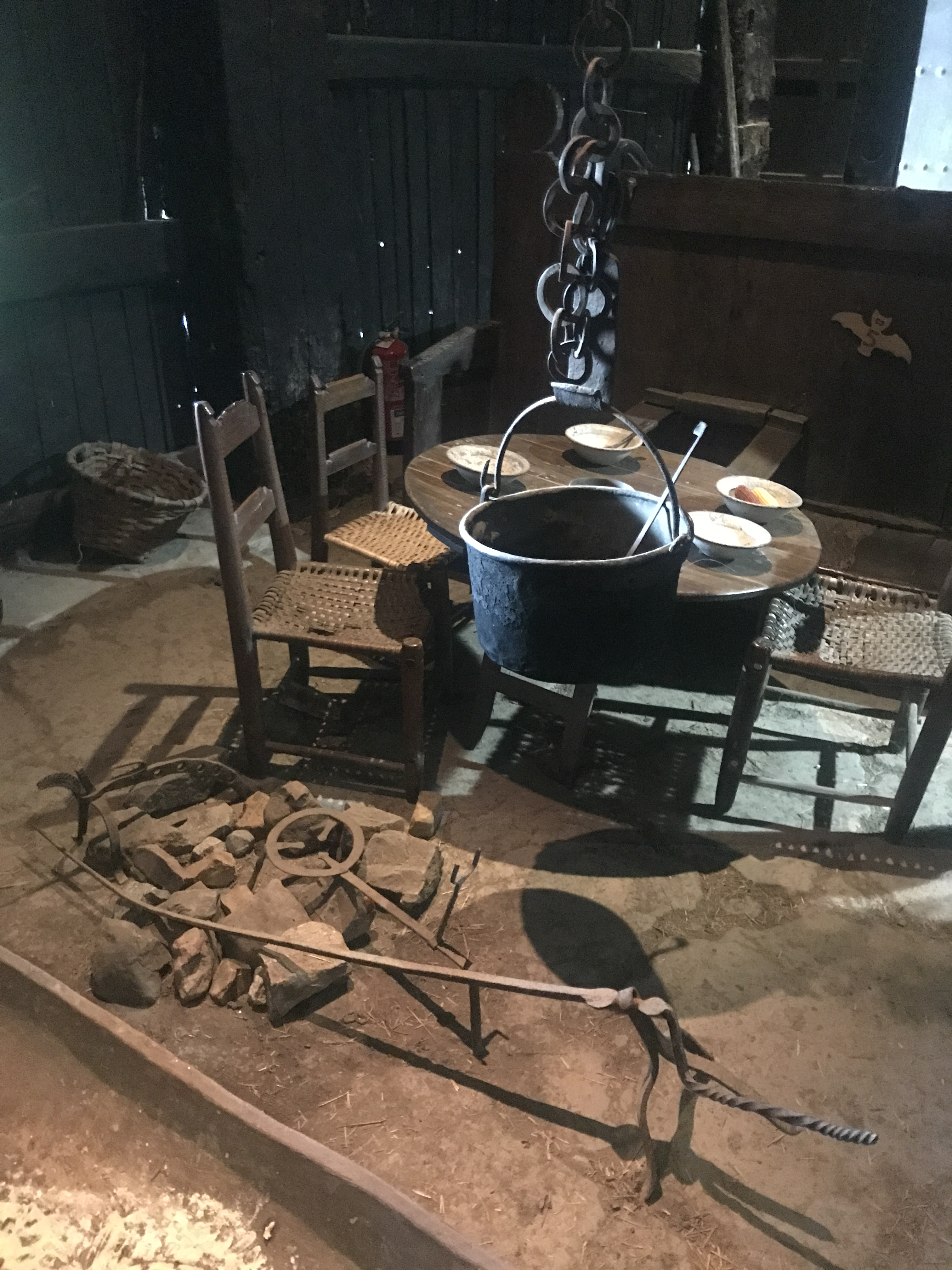
Caserío Igartubeiti. Cocina.

La cocina es el espacio principal de convivencia de la vivienda y su punto principal es el hogar donde se hace el fuego (en euskera cocina se dice sukaldedea que literalmente se traduce como "el área en torno al fuego"). En este espacio se realizan las tareas principales de la vida diaria, la preparación de la comida, las tareas cotidianas de los trabajos domésticos, se come, se cuida a los niños y se crea un ambiente cálido y agradable, especialmente en la temporada de frío. El hogar carecía de chimenea.
El centro del espacio está dominado por el hogar donde se enciende el fuego directamente sobre el suelo de arcilla compactada. Sobre el fuego se alza el pescante, un brazo articulado del que cuelga el llar, una cadena de hierro forjado, donde se cuelga el caldero de cobre. Este artilugio permite poner y quitar el caldero del fuego y regular su altura sobre el mismo  subiendo o bajando algunos eslabones del llar. Mediante otros elementos de hierro se ponían al fuego las ollas de barro y, sobre las brasas, mediante parrillas se realizaban asados, que también se solían realizar, cuando eran animales enteros o grandes piezas, sobre los gallos, elementos de hierro forjado situados a los lados del hogar que disponen de varios agujeros, para la regulación de la altura, que son  atravesados por una barra o espetón, también de hierro forjado,  en el que se ensartan los trozos. Junto al fuego, para su control, se ubicaban una serie de herramientas como el atizador y las tenazas para tizones y brasas.
En la pared de la cocina se abrían huecos que servían de alacenas donde se guardaba el ajuar, la vajilla y batería de cocina compuesta por diferentes pucheros y potes, jarras, jarrillas, aceiteras, botijas, etc. Junto a ello los utensilios propios de la cocina hechos de hierro, cobre y madera. En sendas arcas de madera se guardaban las piezas finas de la vajilla, procedente seguramente de  Talavera, junto a fuentes, platos y platillos de estaño, escudillas, picheles, cubileteros de cobre, vasos, una tacita de plata del ajuar nupcial y alguna botella de cristal. También es estas arcas se guardan el ajuar textil de cocina, mantelerías, servilletas, trapos de cocina y paños de mano además de los alimentos más delicados. Cerca de una de las arcas su ubica la artesa donde se realiza la masa del pan.
Dentro del ajuar hay dos elementos interesantes, la herrada, un recipiente de forma troncocónica, y la pegarra, un cántaro de cerámica de forma muy abombada con boquilla alargada y asa alta, que se utilizaban para guardar y trasportar el agua que procedía de un pozo situado cerca del caserío o de la fuente de Igartubeitiko Iturria que está en la trasera del edificio y es de aguas ferruginosas. La iluminación se realizaba con candiles de hierro en los que se quemaba el saín, normalmente aceite de ballena.
El  entro de la cocina es el hogar, cerca de él se ubica un escaño de madera con respaldo alto para proteger la espalda del frío y con una mesa abatible. La disposición de cada sitio para cada miembro de la familia está jerarquizado, en el escaño se  sientan el cabeza de familia y el abuelo paterno, alrededor en banquetas y sillas los hijos.
Zaguán
Junto a la cocina se encuentra el zaguán, que configuraba como un espacio único con ella. En este espacio se realizan tareas de labor como la confección de lino y lana y en él se ubican las herramientas y aparatos necesarios para estas labores, como la agramadera de pies altos que sirve para partir la caña del lino y soltar su fibra interna, la carda, la espada de madera y la devanadera para el lino. Para la lana se usaba el  huso y carrete.
Áreas de trabajo
Entre  la cocina y las habitaciones se sitúa, en lo que antes de la ampliación había sido el dormitorio, un espacio donde se ubica un telar de pedales, de armazón rectangular y bastidor basculante y un arca con la carne en salazón. Junto al telar se han situado los útiles para la elaboración de queso, recipientes de madera para la leche (conocidos como kaikuak), la batidora realizada con una rama de acebo, los escurridoresy los moldes para el queso. Una balda colgada desde el techo sirve para la curación de los quesos.
En el soportal se mantiene la urdidera, el lugar en el que se preparaba la urdimbre de hilo que luego era trasladado al telar para tejer mediante la lanzadera. En dos postes estructurales de la casa se colocaron una serie de clavijas de madera formando filas verticales separadas entre sí 11 cm, en estas clavijas se cruzaban los hilos de poste a poste para formar la urdimbre.
Habitaciones

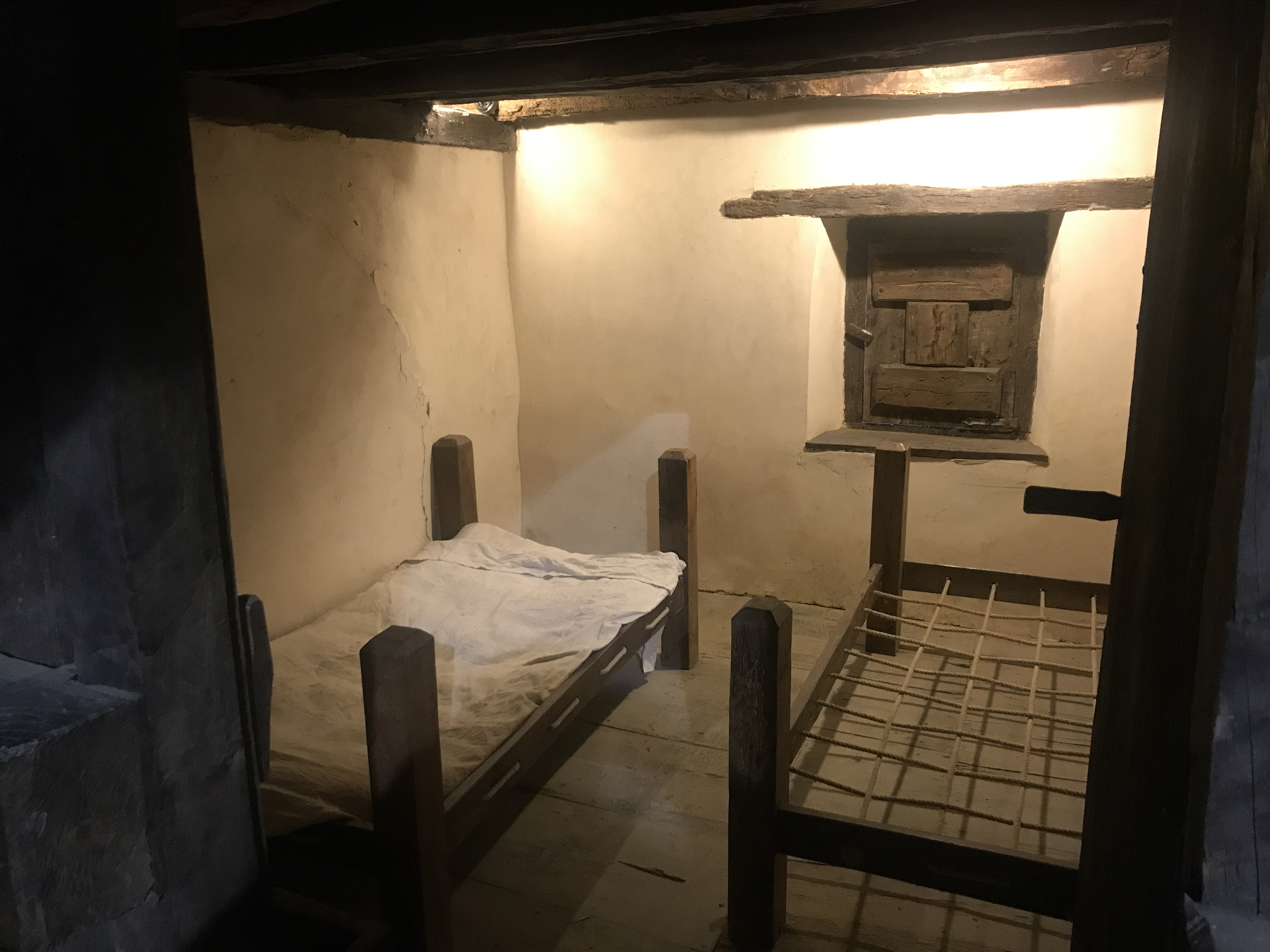
Segunda habitación.

Las camas de las diferentes habitaciones se ocupaban por varias personas a la vez, bien por matrimonios, como el caso de los dueños de la casa o de los abuelos, o por los niños y jóvenes. Muchas camas tienen dosel y colgaduras realizadas en lino que se utilizaban  para preservar el calor y la intimidad de sus ocupantes. En las arcas que había en los dormitorios se guardaban las ropas de los residentes de la casa así como la ropa de cama.
La habitación principal, donde duermen los señores de la casa, tiene acceso directo desde la cocina. En ella, bajo el suelo de madera, hay un hoyo con dos cajones donde se guardaban cosas de cierto valor. Se han colocado dos camas, una con  dosel y colgaduras de tela de lino, con cielo superior, y la otra llana con somier de cuerda sobre el que van los jergones rellenos de algún elemento vegetal como paja u hojas de maíz. Sobre ellos el colchón de lana. Las ropas de cama, son de lino y las externas van bordadas con hilo de algodón o seda. La almohada está rellena de lana y los edredones de plumas de aves de corral. Las ropas se guardan en una arca y en el armario empotrado en el muro. En esta estancia también se guardan las diferentes armas que había en la casa, tanto las destinadas para la caza como las destinadas a la defensa. La siguiente habitación tiene una cama grande con dosel y colgaduras y una silla. La tercera habitación hay dos camas bajas con sus correspondientes  jergones, colchones y ropa, así como una arquilla.
Cuadras
Las cuadras, donde están los animales, tienen una serie de ventanas correderas que se abren a al cocina. Por ellos se atienden a los animales e introduce el alimento en los pesebres para el ganado vacuno. En el muro trasero se ubican los pesebres  hechos de barras de madera para el  el ganado ovino y uno pequeño para granos y otras comidas.
En la entrada desde el soportal se ubican las herramientas de trabajo de la branza, como azadas, azadones, azadilla  de  dos   dientes, cortador de argoma, horcas, mazo rompeterrones, rastrillos,  picachones, escardillos, hoces, zoquetas, pinzas para apañar castañas y el andallue, un palo largo y puntiagudo palo para colgar el cerdo sacrificado durante la matanza. Junto a ellos, un par de banquillos de tres patas utilizados para el ordeño.
Al fondo, al lado de la puerta trasera, los útiles más pesados que precisan de la tracción animal al trabajar la tierra. Hay un arado de cuchillo, uno de reja triangular, otro rectangular y varios de púas múltiples. También hay un rodillo realizado con un tronco macizo y una grada de  entrelazado de avellano con la que se desmenuza la tierra después de arada para sembrarla, una grada de dientes metálicos y una escalera articulada de tres patas para recoger las frutas de los árboles en terrenos irregulares.
Soportal
En el área del soportal, uno de los lugares más utilizados para la realización de  las tareas, en su zona izquierda, se guardan el carro de bueyes, la narria (una especie de trineo de patines de madera utilizado para acarrear la hierba y el estiércol) con una cartola de tipo encestado, formada por varas de avellano entrelazadas.  Junto a estos elementos están los yugos y pertrechos utilizados para uncir los bueyes y vacas utilizados para mover carros y otros elementos.
Bodega

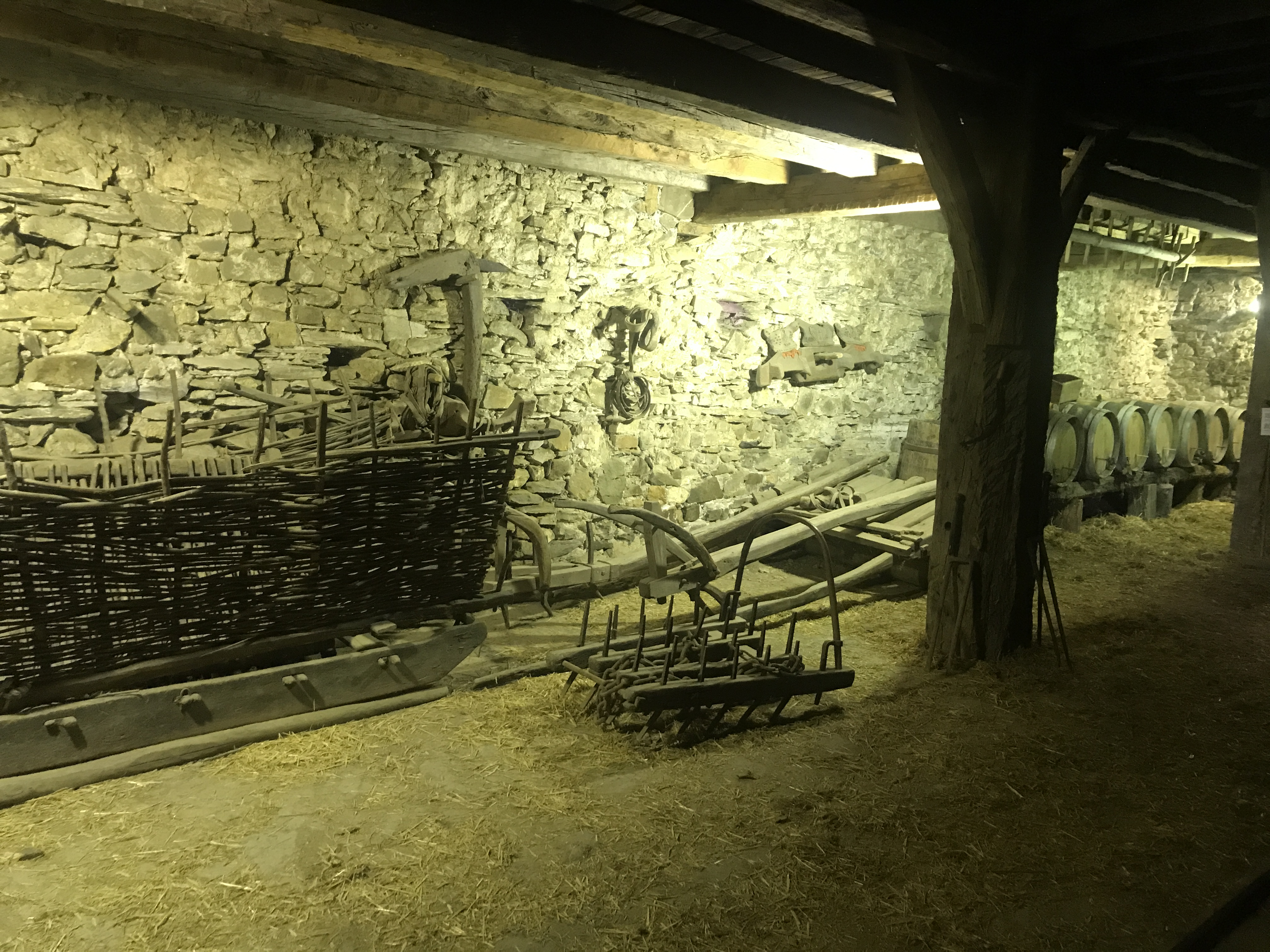
Zona de aperos y bodega.

La bodega está situada al fondo en una esquina de la planta baja, en esta área se ubican una serie de  toneles  y barricas  utilizados para almacenar la sidra. Junto a ellos las herramientas utilizadas para esta labor como los embudos y la tina, que es el elemento que recoge el mosto que cae por el sumidero  del lagar que está situado en el piso de arriba, y la "garlia", una barrica alargada utilizada para el transporte.
Los toneles están realizados con  con duelas de roble, largas y poco curvadas, ceñidas por veinte o más cellos o abrazaderas de sauce y aliso. Dependiendo de su capacidad reciben nombres diferentes, así los de 211 litros son "barricas", los de 422 litros "botas" y los de 844 litros son "cubas". A partir de esa capacidad se denominan "cubas grandes" y pueden llegar a tener más de 3000 litros, en euskera se llaman "kupelak". La sidra se sacaba de los toneles con jarras, no se usaba ni espitas ni canillas.
Al lado de la bodega, en otro rincón, hay un conjunto de herramientas de carpintería y serrería, un caballete para troncos, hachas y cuñas.
Lagar
En la primera planta, la bajo cubierta, se encuentra el lagar que ocupa toda la superficie original, antes de la ampliación del siglo XVII, de la misma. Está situado en la parte central y junto a él todas las herramientas y elementos necesarios para su funcionamiento. Para la fabricación de sidra, las manzanas, troceadas por los pisones,  se sitúan en la masera y se trocean mediante pisones. Se amontonan bajo la viga del lagar y sobre los caños, por donde correrá el mosto de sidra hasta el sumidero que la deposita en la tina, situada bajo él. Sobre los caños se colocan tablas de gran sección y sobre ellas troncos de sección cuadrada. todo el conjunto es prensado mediante la viga con su tornillo y contrapeso. El mosto corre por los caños hasta el sumidero por donde pasa a través de un filtro de árgoma. La temporada de sidra se inicia en septiembre y comienza con la limpieza de la masera y su ajustado. Se baldeaba con agua caliente para que así sus tablas se hincharan restableciéndose la estanqueidad necesaria para el prensado.
Pajar y granero
Tras la ampliación del siglo XVII se dedicó los espacios ganados a pajar, donde se guardaba el heno que se iba a consumir durante la temporada y la paja. Fuera de la temporada de sidra, el espacio del lagar también era utilizado como pajar.  En la parte anterior, sobre el soportal, se encuentra el granero donde se dejaban de secar las mazorcas de maíz y luego, en grandes cajas de madera, trojes de roble, se almacenaba el grano. También se guardaban  para su secado los frutos recolectados, como castañas, avellanas, nueces o cebollas.
En la zona bajo cubierta también se guardaban algunos aperos de caza, como los cepos y un pequeño espacio dedicado a la carpintería con un banco de carpintero con diversas herramientas. Junto a la carpintería se encuentra el colmenar, que ocupa la zona más aboardillada del desván. Hay ocho colmenas realizadas con troncos huecos de   castaño   en    cuyo   interior  se  alojan los   panales. Su ubicación, en la parte superior del área de la cocina donde llegaba el humo por sendos huecos, servía para aplacar a las abejas. Junto a los paneles hay una prensa para extraer miel.
La relación de los habitantes del caserío con las abejas era compleja y curiosa, se mantenía en un profundo respeto que se evidenciaba en la costumbre de comunicar a la colmena la muerte de algún miembro de la familia, especialmente los más relevantes.

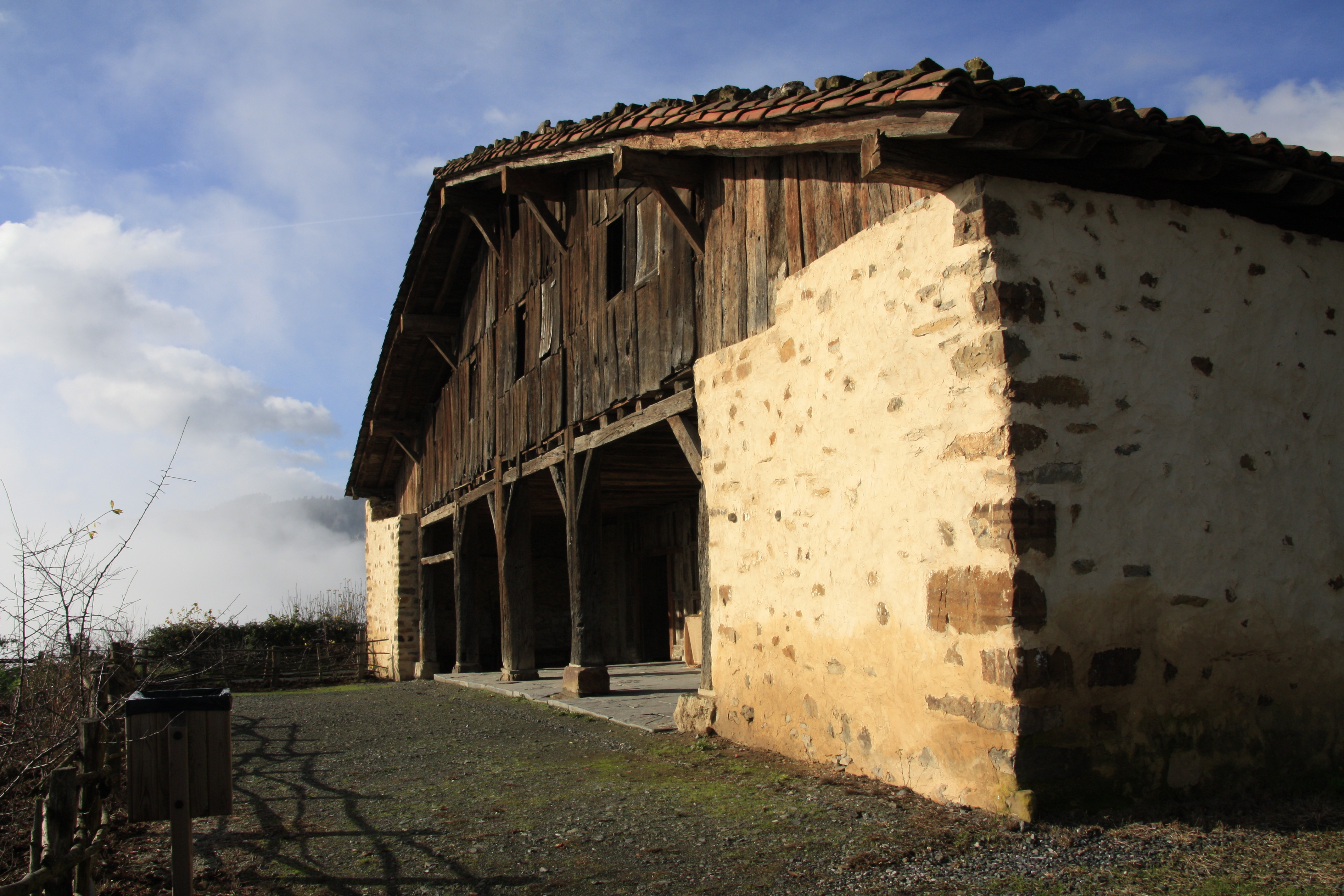
Vista del caserío Igartubeiti.
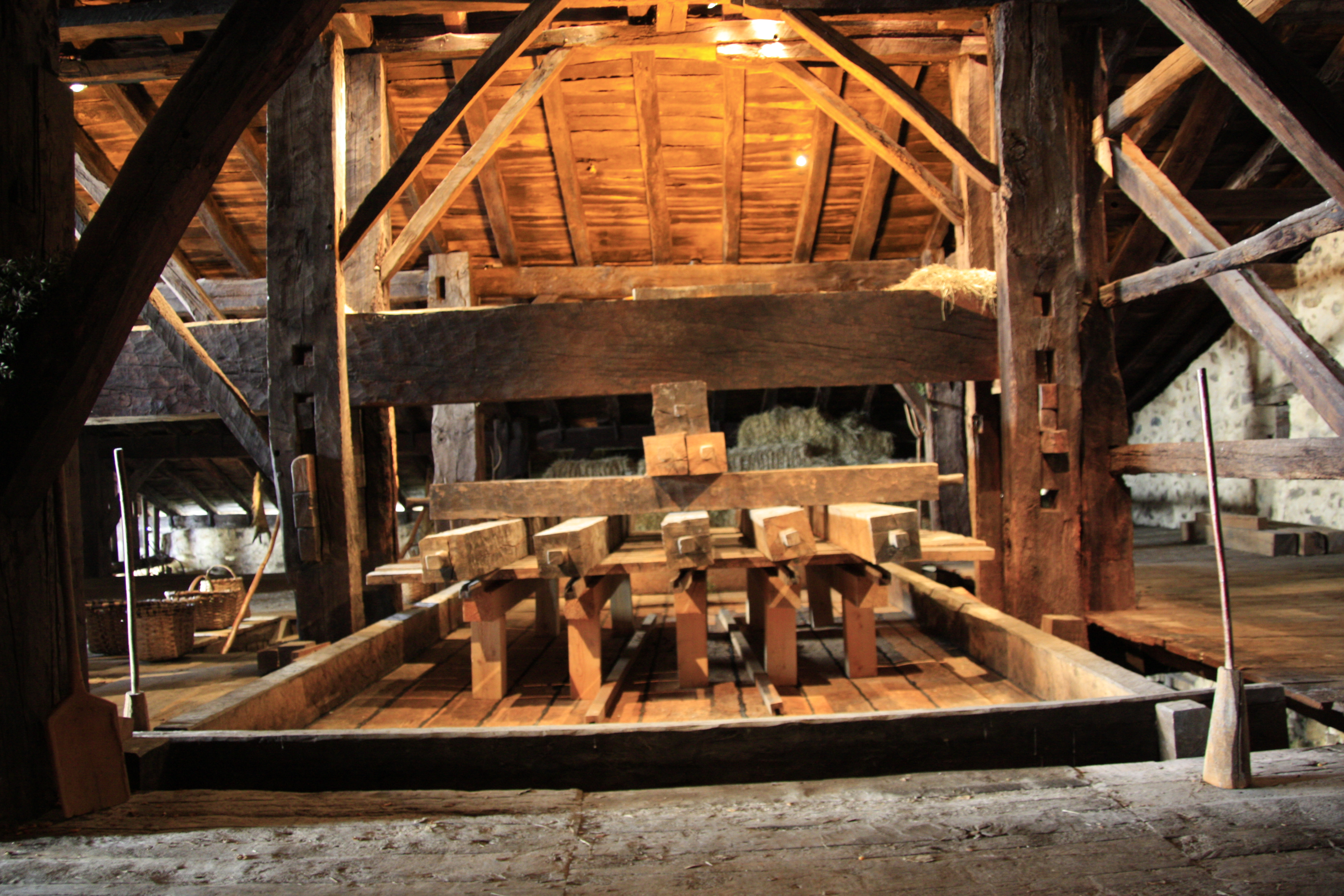
Vista frontal del dolare o lagar del caserío.
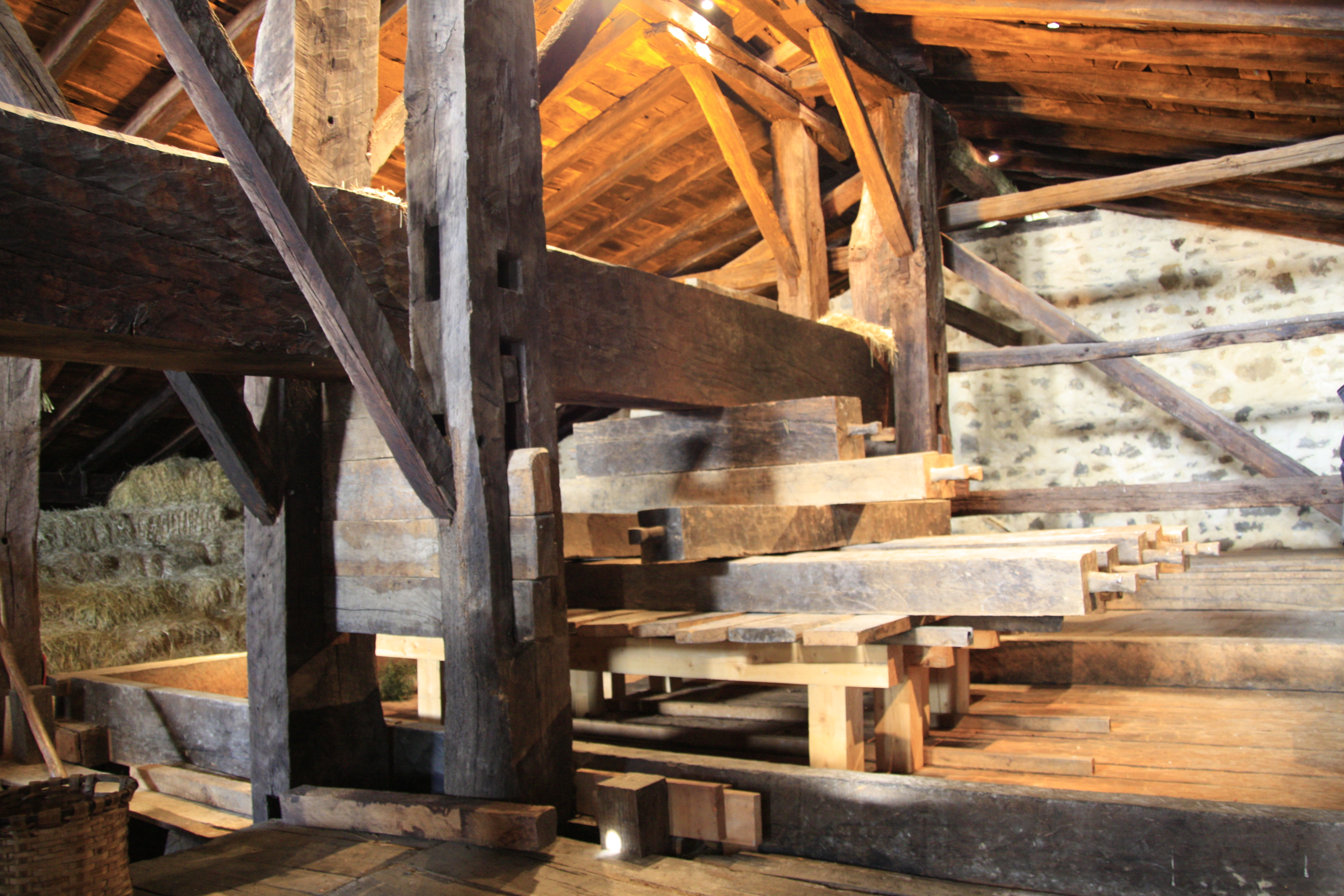
Vista lateral del dolare o lagar del caserío.
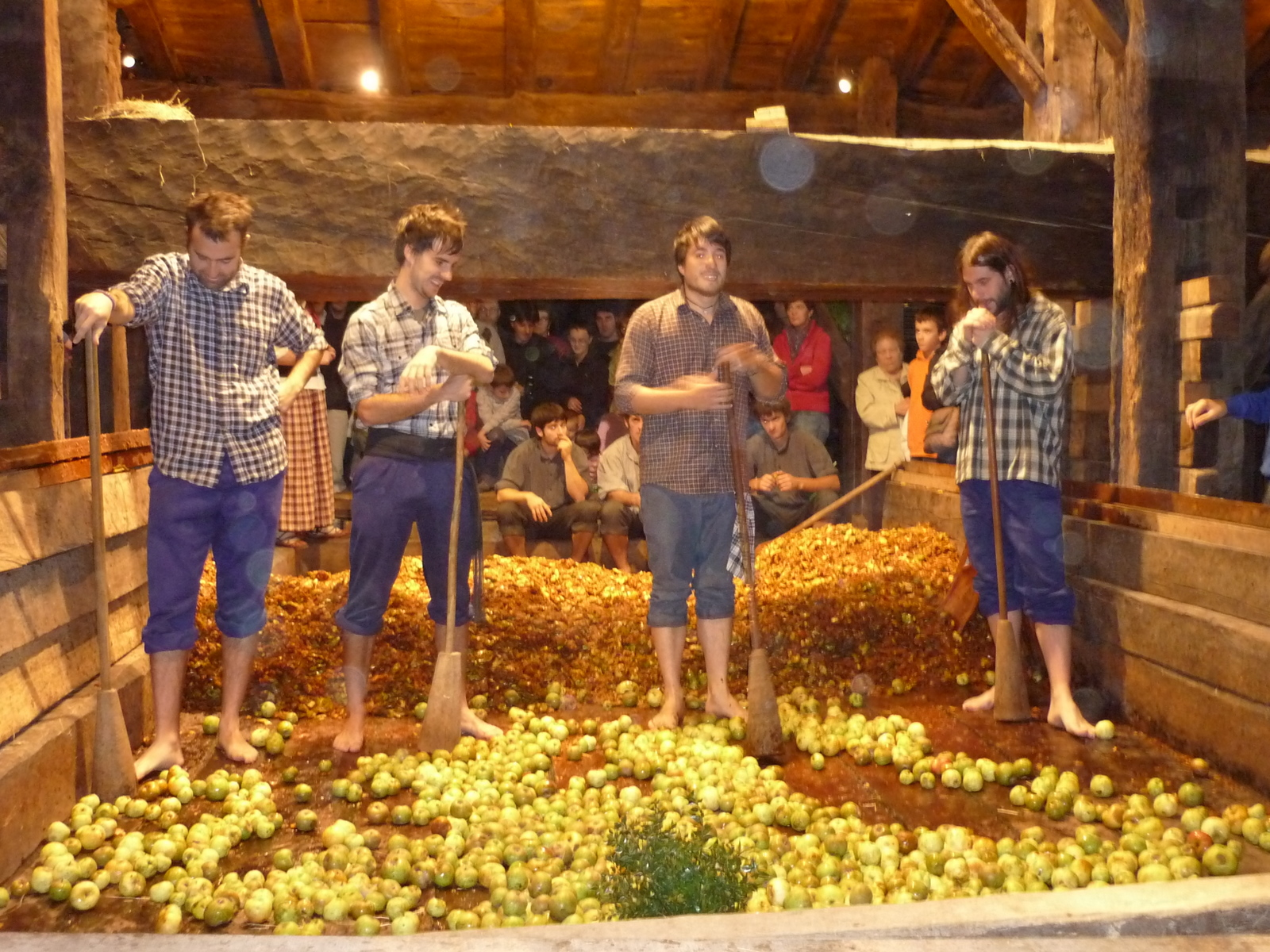
Prensada de manzanas en el lagar del Caserío Igartubeiti a ritmo de Kirikoketa.
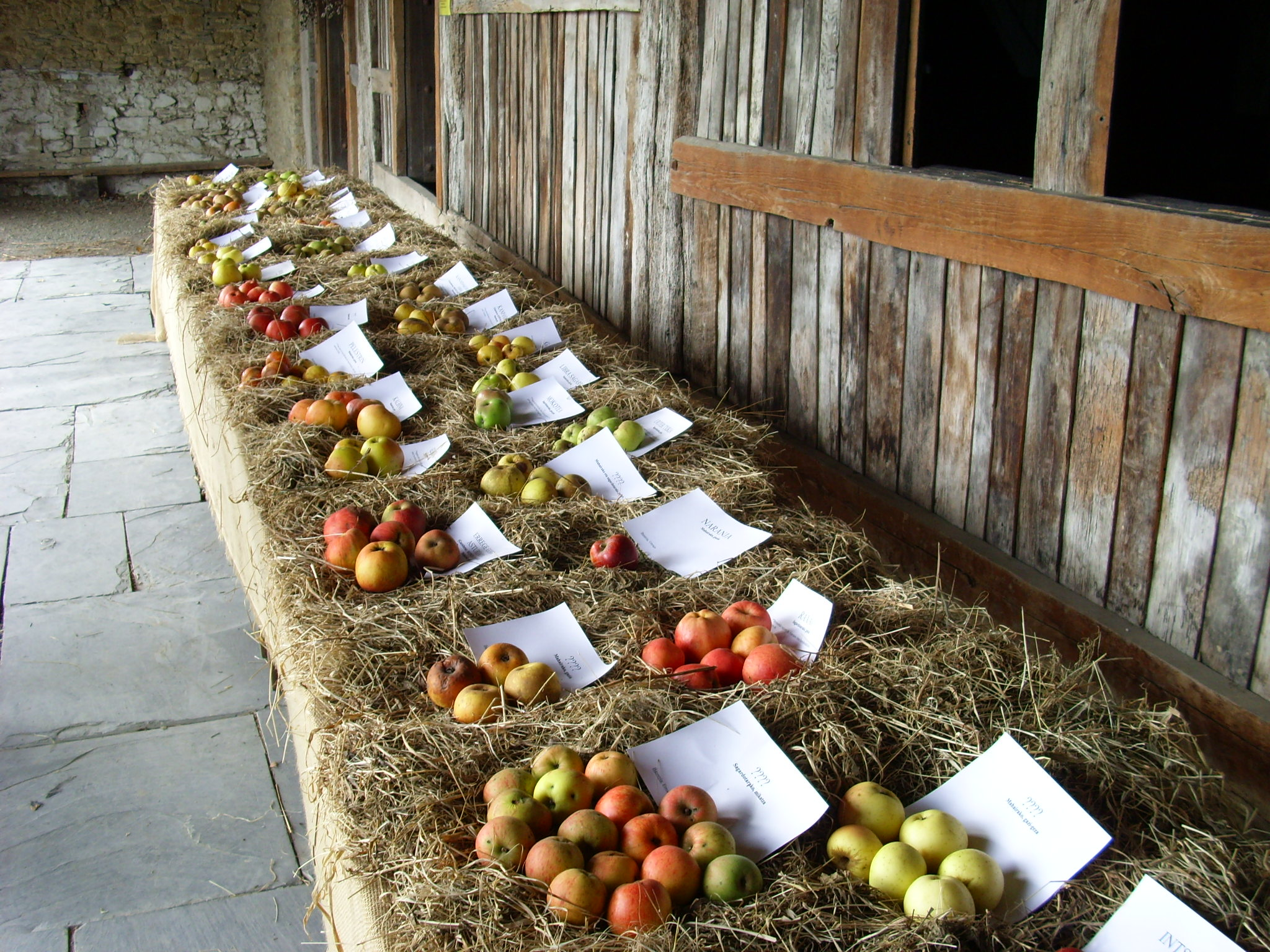
Exposición de manzanas. Semana de la sidra, Caserío Museo Igartubeiti.
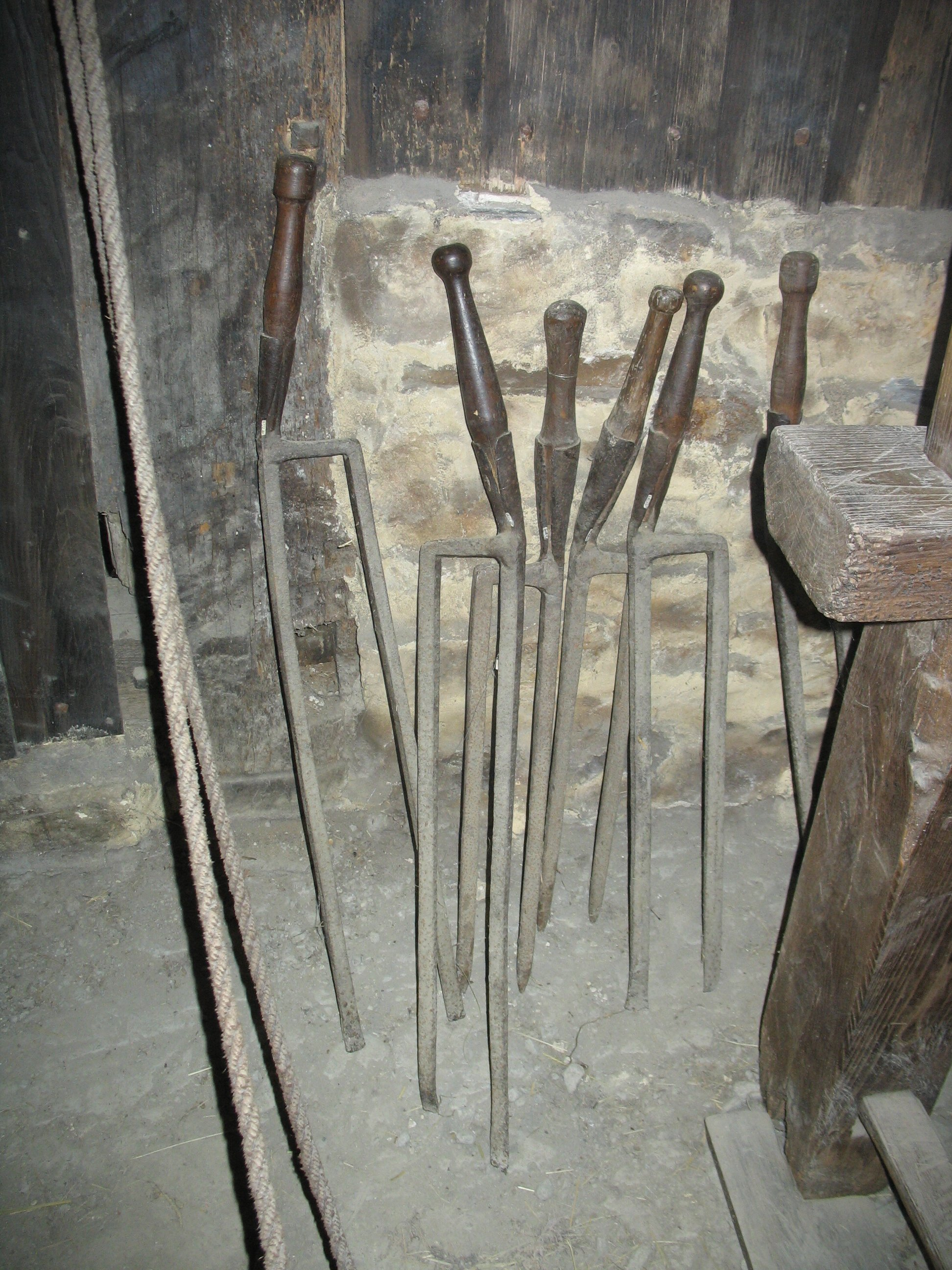
Laia. Herramienta para remover la tierra. Usada antiguamente en los caseríos.